# Youri Gagarine
« Gagarine » redirige ici. Pour les autres significations, voir Gagarine (homonymie).
Youri Alekseïevitch Gagarine (en russe : Ю́рий Гага́рин, prononcé / ˈjʉrʲɪj ɡɐˈɡarʲɪn/), né le 9 mars 1934 et mort le 27 mars 1968, est un pilote et cosmonaute soviétique, premier être humain à avoir effectué un vol dans l'espace au cours de la mission Vostok 1, le 12 avril 1961, dans le cadre du programme spatial soviétique.
Youri Gagarine acquiert une notoriété internationale. Il est décoré de nombreuses distinctions, dont celle de héros de l'Union soviétique et de la médaille de l'ordre de Lénine, les plus hautes distinctions soviétiques. La mission Vostok 1 est son seul voyage spatial, mais il fut aussi doublure de secours de Vladimir Komarov pour la mission Soyouz 1. Il meurt à 34 ans au cours d'un entraînement aérien aux commandes de son MiG-15. Son nom a été donné à un cratère lunaire et à un astéroïde.

## Biographie

### Enfance et formation

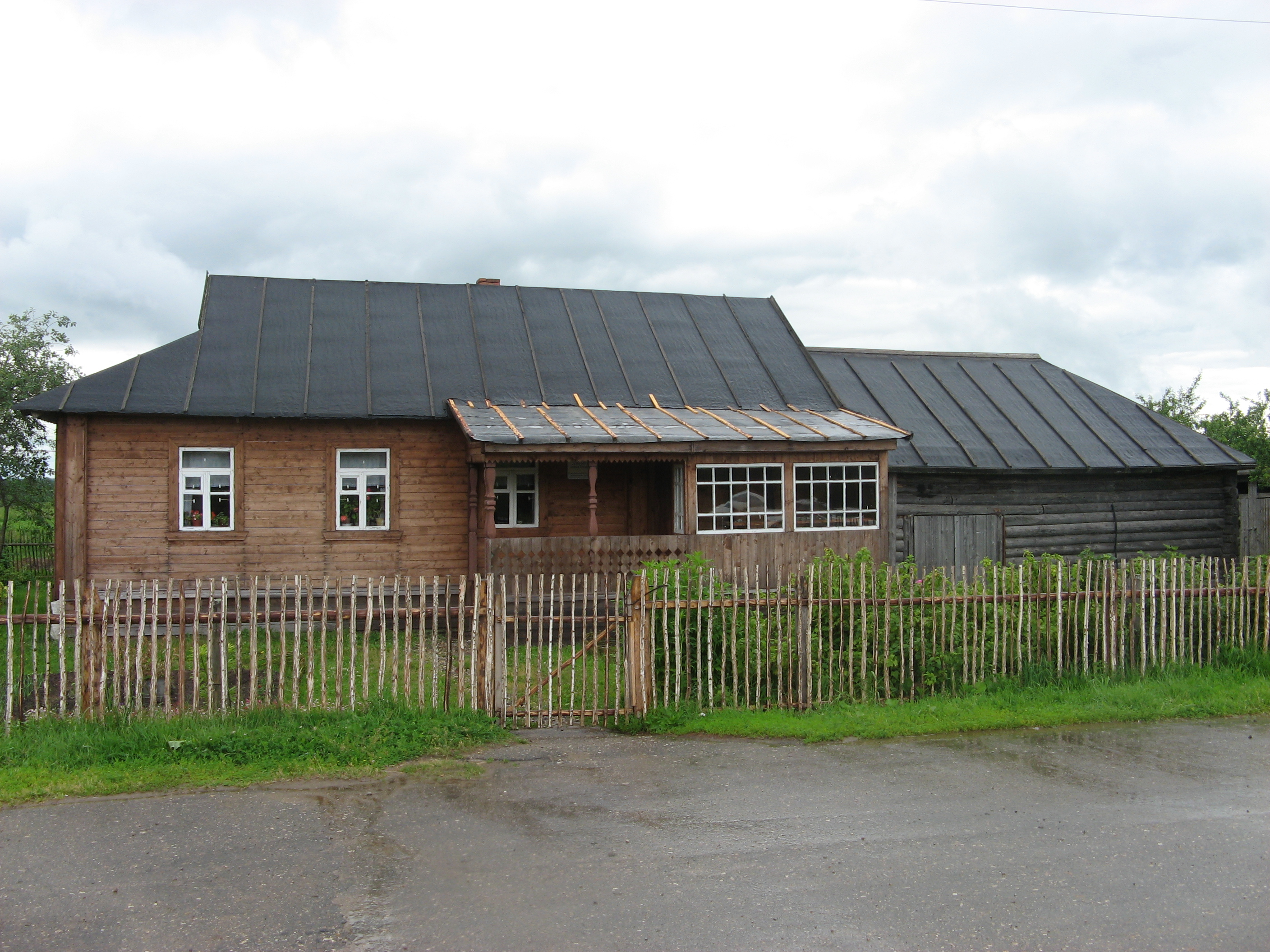
Maison natale musée de Youri Gagarine de Klouchino, à environ 20 km au nord de Gagarine (ville).

Youri Alekseïevitch Gagarine (en russe : Ю́рий Алексе́евич Гага́рин, prononcé / ˈjʉrʲɪj ɐlʲɪˈksʲejɪvʲɪt͡ɕ ɡɐˈɡarʲɪn/) naît le 9 mars 1934 à Klouchino, près de Gjatsk (renommée Gagarine en son honneur, en 1968) dans l'oblast de Smolensk, dans l'Ouest de la Russie. Ses parents travaillent dans la ferme collective d'un kolkhoze. Son père, Alexeï Ivanovitch Gagarine (1902-1973), est charpentier ; sa mère, Anna Timofeïevna Matveïeva (1903-1984), qui est issue d'une famille d'ingénieurs de Leningrad (aujourd'hui Saint-Pétersbourg), capitale culturelle du pays, occupe l'emploi de laitière. Elle essaie de communiquer son goût de la lecture à ses quatre enfants. La vie est rude dans ce village dépourvu d'électricité ainsi que d'eau courante.
En 1941, la guerre avec l'Allemagne nazie éclate. Youri, qui est le troisième des enfants Gagarine, a alors sept ans. Le village est bombardé, ses ressources épuisées par les réfugiés qui affluent à la suite de la première bataille de Smolensk puis, en octobre 1941, est occupé par les troupes allemandes avant que la famille n'ait eu le temps de s'enfuir. La brutalité des occupants nazis ne connaît pas de bornes. Le cadet de Youri, Boris, subit un début de pendaison avant d'être relâché à moitié mort grâce aux supplications de sa mère. La sœur de Youri est blessée par un Allemand avec une faux et son père est si gravement battu après avoir tenté de saboter un moulin qu'il reste définitivement invalide. La famille est expulsée de son isba par les soldats allemands et doit creuser un abri primitif dans lequel elle est obligée de vivre. En 1943, Valentin et Zoya, ses frère et sœur aînés, sont déportés dans un camp de travail forcé en Pologne par les SS ; là-bas, ils parviennent à survivre, puis à s'échapper avant de rejoindre les troupes soviétiques. Les parents n'apprendront qu'ils sont toujours en vie qu'à la fin de la guerre. La famille de Youri survit sous les bombardements et la famine. Malgré les risques, Youri se livre comme les autres enfants du village à de petits sabotages de la machine de guerre allemande. Youri est témoin d'un événement qui le marque et va jouer un rôle important dans son destin : un chasseur soviétique endommagé se pose près du village et un avion de secours vient récupérer le pilote peu après. Les enfants du village attirés par le spectacle se pressent sur les lieux. Youri est fasciné par l'avion et les pilotes, dont l'un prend le temps de lui montrer comment fonctionnent les commandes dans le cockpit.

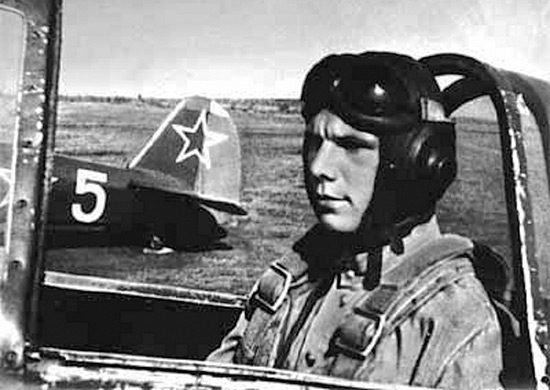
Youri Gagarine comme cadet à Saratov, 1954 ou 1955

Au printemps 1943, les troupes soviétiques avancent et le village est libéré de l'occupant. Mais les habitations sont détruites, le bétail exterminé ou emporté. La famille Gagarine décide de s'installer à Gjatsk, bien que cette ville soit dans le même état de destruction que Klouchino, et s'y construit une habitation.
Youri, qui n'a plus fréquenté l'école depuis le début de la guerre, reprend les cours. C'est alors un enfant turbulent, qui entre de plus en plus fréquemment en conflit avec son père. Celui-ci ne supporte pas la contradiction et veut que ses enfants apprennent son métier. De son côté, Youri veut échapper à la vie pesante du village et annonce en 1949 à ses parents qu'il ne souhaite pas devenir charpentier et qu'il les quitte pour suivre des études dans un autre domaine. Son père tente de le faire revenir sur sa décision puis le laisse partir en lui demandant de ne pas ternir le nom des Gagarine. Youri va à Moscou, où vit un oncle susceptible de l'aider à trouver une place dans un collège. Il veut devenir gymnaste, mais il ne trouve pas de place et entre finalement dans une école d'apprentissage d'une fonderie à Lioubertsy, dans la banlieue de Moscou. Malgré le handicap de sa petite taille, il se distingue et est sélectionné pour entrer à l'Institut technico-industriel de Saratov, dans le Sud-Est de la Russie. Cette école forme des techniciens dans le domaine du machinisme agricole et il en suit les cours durant quatre années. Il a l'occasion, à l'époque, de suivre une formation de gymnaste mais, réaliste, préfère opter pour une formation lui garantissant une carrière.

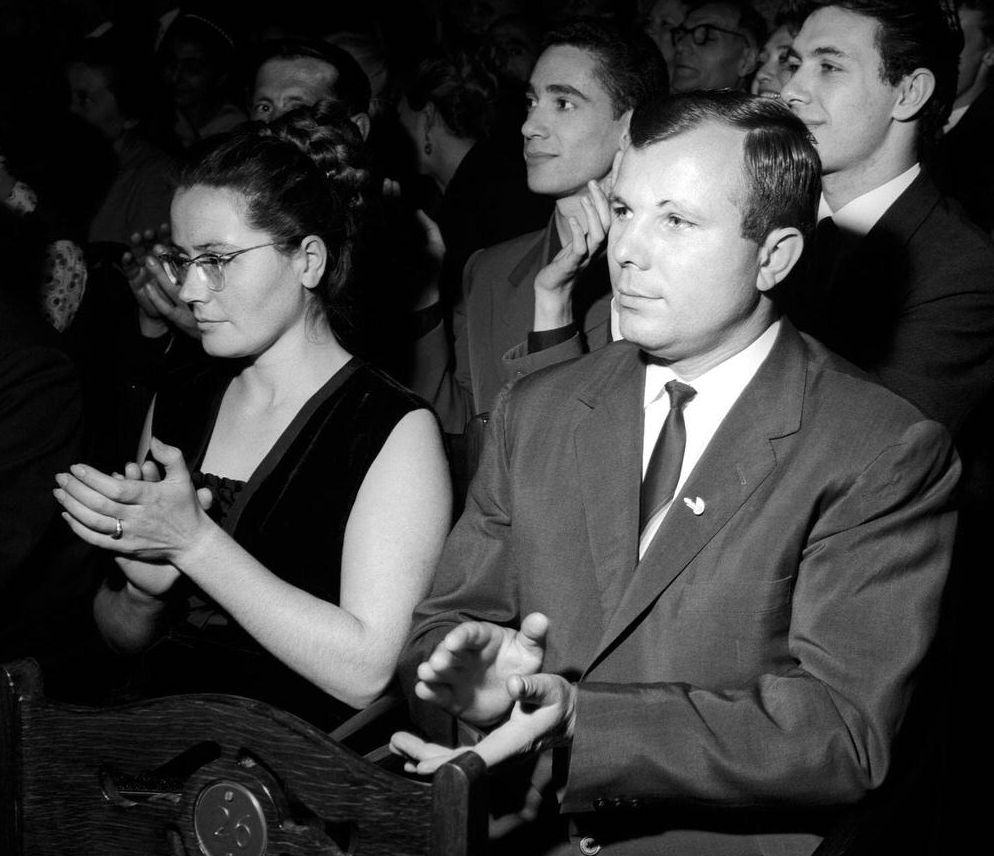
Youri Gagarine et sa femme Valentina Goryacheva en 1964.

À Saratov, il adhère dès qu'il le peut au club de pilotage amateur de la ville, car il n'a pas oublié sa fascination d'enfance. Dès son premier vol à bord d'un Yak-18, il décide qu'il sera aviateur. Par la suite, il mène de front ses études à l'institut de Saratov et une formation pratique et théorique de pilote.
En octobre 1955, il décide de franchir le pas : il abandonne ses études à l'Institut, contre l'avis de son père qui lui reproche de gaspiller l'argent de l'État, et rentre comme cadet dans une école de pilotage militaire. Son instructeur est impressionné par ses capacités et le recommande pour l'école militaire de pilotage K. E. Vorochilov d'Orenbourg.
Dans cette ville, au cours d'un bal d'étudiants, il rencontre une infirmière, Valentina Goriatcheva. Il l'épouse un an plus tard, le 27 octobre 1957, avant d'obtenir son diplôme de pilote de chasse sur MiG-15.
Il est alors affecté dans une escadrille de chasseurs-intercepteurs à la base aérienne de Luostari située dans la région de Petchenga, dans l'oblast de Mourmansk près de la frontière norvégienne, au nord du cercle Arctique. Les conditions de vie sont dures pour le jeune couple ; leur première fille, Lena, naît en avril 1959. Leur deuxième fille, Galina, naît en mars 1961, 36 jours avant le vol spatial de son père,.

### Premier homme dans l'espace

#### Sélection et entraînement

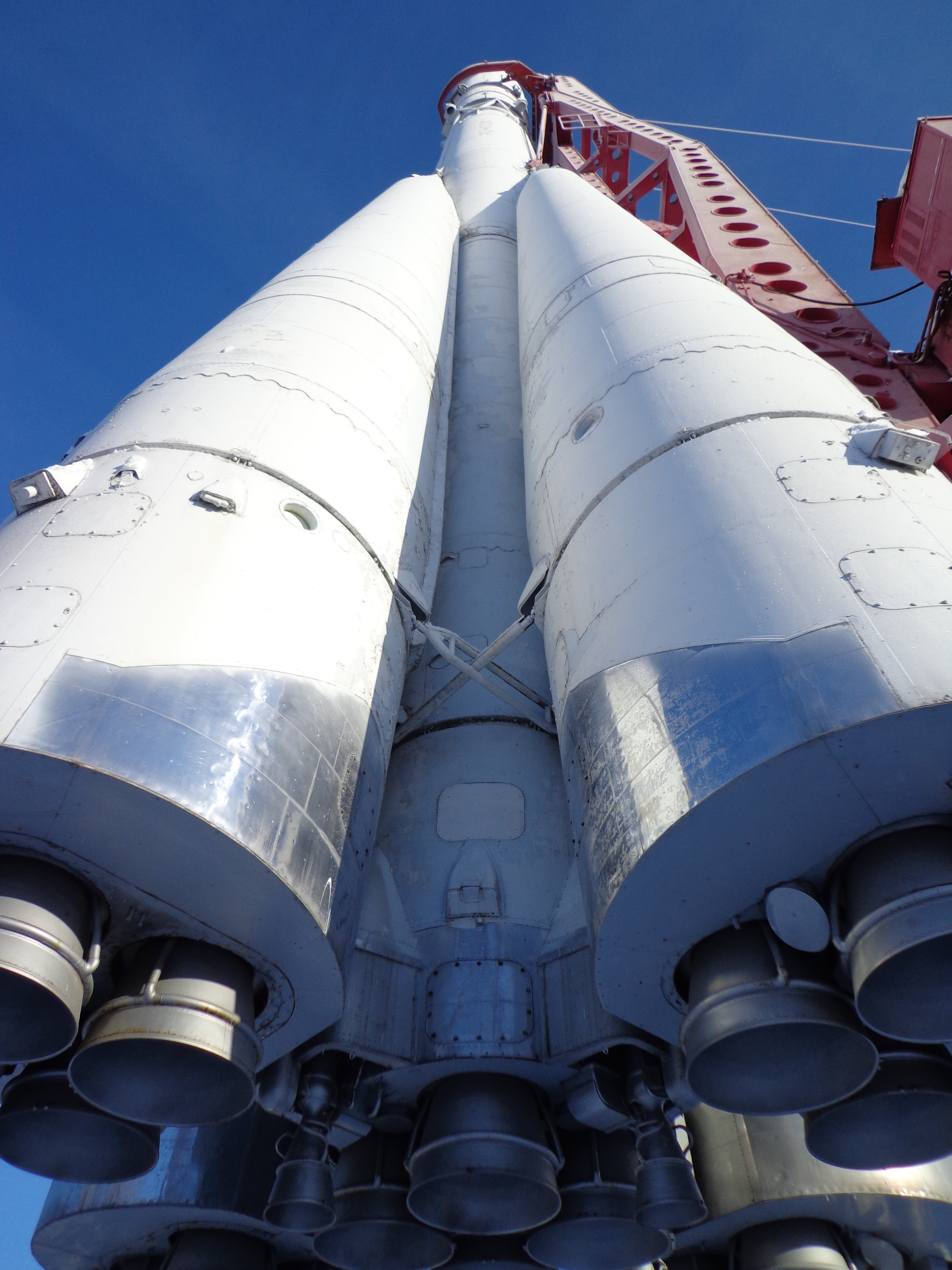
Fusée R-7 Vostok dans le parc du musée Tsiolkovsky, Kaluga.

Le 22 juin 1959, le processus de sélection des premiers cosmonautes du programme spatial soviétique est lancé. Les responsables ont décidé de rechercher leurs candidats parmi les pilotes de l'armée de l'air car ils sont déjà, par leur métier, accoutumés à subir des accélérations importantes, ou à sauter en parachute.
Contrairement aux Américains, qui ont sélectionné des pilotes d'essai confirmés, les Soviétiques choisissent des pilotes relativement novices, ayant entre 25 et 30 ans, en grande partie parce que les vaisseaux spatiaux doivent être entièrement automatisés et que les cosmonautes auront essentiellement un rôle d'observateur.
Compte tenu de l'espace restreint disponible dans la future capsule spatiale, les recrues ne doivent pas mesurer plus de 1,75 mètre ni peser plus de 70 kg ; Gagarine, qui mesure 1,58 mètre, satisfait à ces critères. Après la première sélection sur dossier portant sur des critères physiques et une série d'entretiens visant à cerner leurs personnalités, 200 pilotes parmi les 3 000 candidats sont sélectionnés, parmi lesquels Youri Gagarine. Celui-ci franchit la deuxième étape de la sélection qui réduit, en février 1960, le nombre de candidats à vingt. Il y a cinq dérogations à la règle de l'âge parmi les vingt sélectionnés, dont Vladimir Komarov. À l'époque de sa sélection Gagarine est un pilote junior avec 250 heures de vol en MiG-15. Gagarine ne doit dire à personne, y compris sa femme, la nature du programme pour lequel il a été sélectionné.
Un médecin de l'armée de l'air ayant participé à sa sélection évalue sa personnalité : « Modeste ; embarrassé lorsque son humour lui fait tenir des propos un peu trop osés ; haut degré de développement intellectuel évident ; mémoire fantastique ; se distingue de ses collègues par sa perception aiguë de l'environnement y compris à longue distance ; dispose d'une imagination très développée ; réactions rapides ; persévérant ; se prépare de manière assidue à ses activités et exercices d'entraînement, parvient à maîtriser avec facilité la mécanique céleste et les formules mathématiques et excelle dans les mathématiques supérieures ; n'hésite pas à défendre son opinion s'il pense avoir raison ; comprend mieux la vie que beaucoup de ses amis. » Gagarine est également le candidat favori de ses pairs. Quand il est demandé aux vingt candidats de voter anonymement pour celui qu'ils aimeraient voir voler le premier, tous sauf trois votent pour Gagarine. L'un de ses pairs, le futur cosmonaute Ievgueni Khrounov, se rappelle que Gagarine disposait d'une extraordinaire capacité de concentration et pouvait, si nécessaire, être très exigeant vis-à-vis de lui-même comme des autres. Il s'agissait là d'une caractéristique de sa personnalité beaucoup plus importante que celle révélée par son fameux sourire.
Comme les installations pour l'entraînement des pilotes présentent, à cette époque, une capacité limitée, il est décidé, le 30 mai, de préparer en priorité un groupe de six pilotes (TsPK-1). Ceux-ci sont choisis, entre autres, selon des critères physiques, les plus grands étant écartés. Gagarine suit comme les autres apprentis cosmonautes un entraînement physique, effectue des sauts en parachute, s'entraîne dans un simulateur de la capsule Vostok, passe en centrifugeuse et reçoit une formation de base au fonctionnement des fusées et des vaisseaux spatiaux.
En janvier 1961, le groupe passe devant une commission présidée par le général Nikolaï Kamanine. Celui-ci occupe, au cours de la décennie suivante, le poste de commandant du corps des cosmonautes. À l'issue des examens, trois pilotes sont sélectionnés : Gagarine, Guerman Titov et Grigori Nelioubov. À ce stade, Gagarine est déjà donné favori par tous ceux qui le côtoient et il est remarqué par Sergueï Korolev, le responsable du programme spatial habité soviétique. Titov est plus cultivé et beaucoup plus expansif que Gagarine, avec un caractère rebelle. Le troisième sélectionné, Grigori Nelioubov, est sans doute le plus doué sur le plan technique ; il est considéré comme trop rebelle par les sélectionneurs les plus conservateurs. Il ne volera jamais et, après avoir été écarté pour alcoolisme, il se suicide en 1966.
Le choix final se fait entre Gagarine et Titov. Le responsable de l'Union soviétique Nikita Khrouchtchev, sollicité quant à sa préférence, les met sur un pied d'égalité. C'est finalement la commission de Kamanine qui tranche en faveur de Gagarine. La meilleure résistance physique de Titov en fait un candidat idéal pour le deuxième vol programmé beaucoup plus long. Ses origines sociales, peuvent également avoir joué contre lui : il est issu des classes moyennes alors que Gagarine a des origines beaucoup plus humbles et incarne, à ce titre, « l'idéal de l'égalité soviétique. »
La deuxième fille de Gagarine, Galina, naît en mars 1961, un mois avant le vol spatial. L'entraînement est alors si intense qu'il a peu de temps à consacrer à sa famille. Sa femme, qui est censée ne pas encore connaître l'objectif de son entraînement, a deviné ce qui se prépare, ce qui accentue la pression dans leur couple. La mort accidentelle du cosmonaute Valentin Bondarenko lors d'un entraînement fin mars ne ralentit pas les préparatifs. Titov et Gagarine sont informés une semaine avant le lancement de la décision de la commission. Déçu, Titov ne manifeste pas de signe de mécontentement ; il ne félicite pas Gagarine.

#### La mise au point du vaisseau Vostok

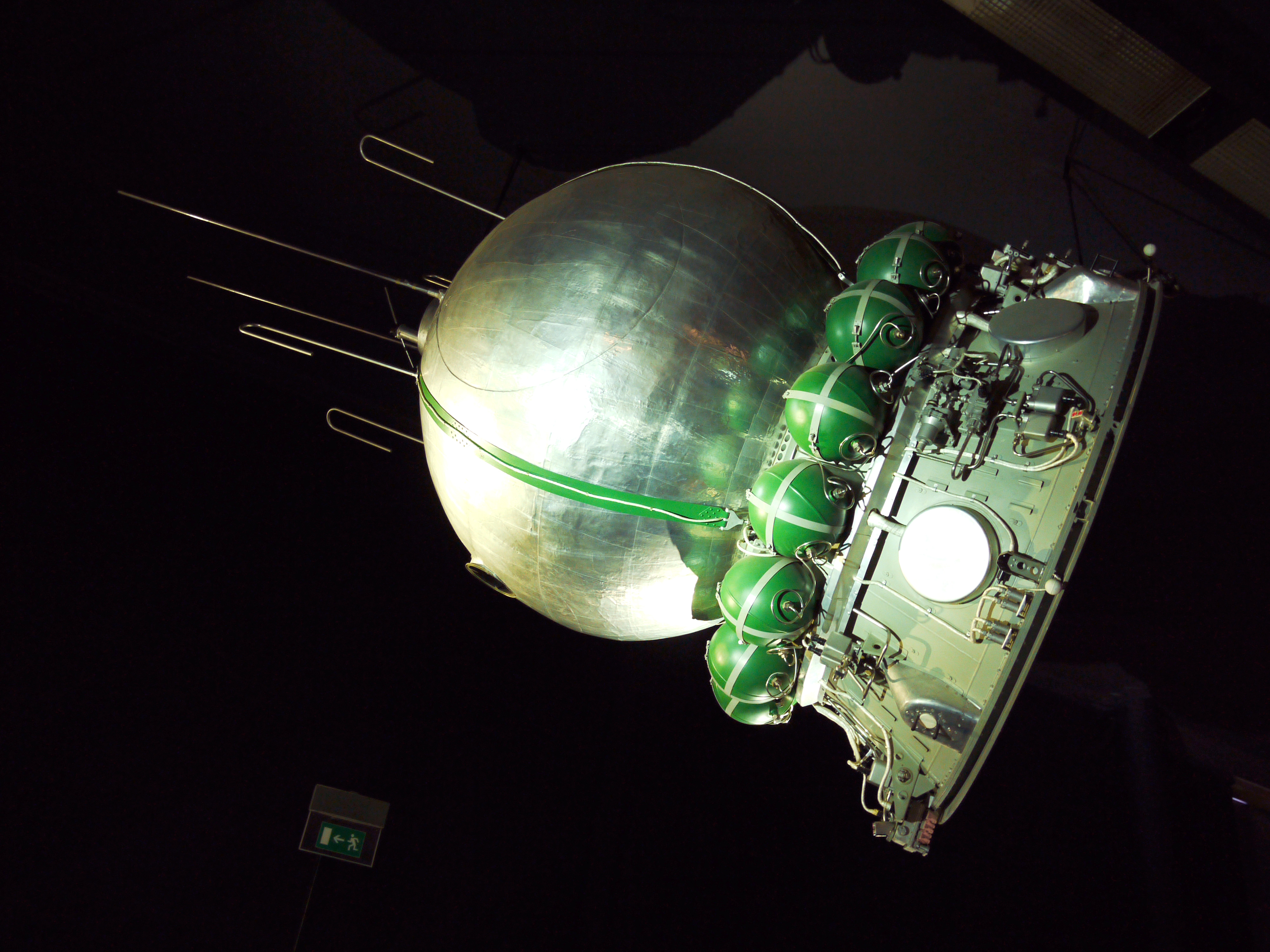
Le vaisseau Vostok est composé du module de descente sphérique et du module de service.

Le vol de Gagarine est précédé de plusieurs vols sans équipage destinés à mettre au point le vaisseau Vostok qui doit l'emporter dans l'espace. Les caractéristiques de la version Vostok 1K, destinée uniquement aux vols d'essai, sont figées en avril 1960.
Cinq vols de Vostok 1K emportant des chiens s'échelonnent entre mai et décembre 1960. Un seul de ces vols est un succès complet, deux sont des échecs partiels et les deux autres, des échecs complets. Le vol de Korabl-Sputnik 2, connu aussi à l'Ouest sous le nom de Spoutnik 5, qui décolle le 19 août est un succès. Les réactions physiologiques des chiens à l'apesanteur conduisent les scientifiques à recommander à la commission d'État que le vol du futur cosmonaute ne dépasse pas plus d'une orbite, même si, une fois ramenés au sol, l'état de santé des chiens est bon. Les chiens Belka et Strelka, qui ont accompli dix-huit orbites soit un jour et deux heures dans l'espace, sont les premiers êtres vivants récupérés après une mise en orbite. Ce vaisseau lui-même est seulement le deuxième à être récupéré, suivant de peu un satellite du programme américain Corona.
À la suite de ces résultats peu encourageants, deux vols doivent valider la version Vostok 3KA qui doit être utilisée par Gagarine. Le premier vol, Korabl-Spoutnik 4, qui a lieu le 19 mars, transporte notamment un chien, des souris, des cobayes et des reptiles ainsi qu'un mannequin occupant la place du pilote. À l'image de la future mission, le vaisseau boucle une orbite puis effectue une rentrée atmosphérique et éjecte le mannequin muni de son parachute avant l'atterrissage. L'ensemble du vol se déroule de manière normale, contrairement aux vols effectués auparavant. Le 25 mars, un deuxième vol similaire, Korabl-Spoutnik 5, est effectué avec le même succès.
Pour fixer la date du premier vol habité, les responsables du programme spatial russe prennent en compte l'avancement du programme concurrent américain. Le premier vol suborbital habité du programme Mercury ayant été positionné début mai, Korolev décide, après en avoir discuté avec le dirigeant de l'Union soviétique Nikita Khrouchtchev, de planifier le vol de Gagarine mi-avril. Le gouvernement soviétique hésitait encore, en 1959, à accorder la priorité à une mission spatiale habitée, plutôt que le développement du programme des missiles stratégiques. À fin 1960, les progrès du programme américain Mercury contraignent les dirigeants soviétiques à donner leur accord : l'Union soviétique n'a pas le choix si elle veut conserver sa suprématie dans la course à l'espace, prolonger l'euphorie qui a suivi les succès des missions Spoutnik et du programme Luna et conserver l'image d'une URSS en avance sur le plan technique.

#### Le vol de Vostok 1

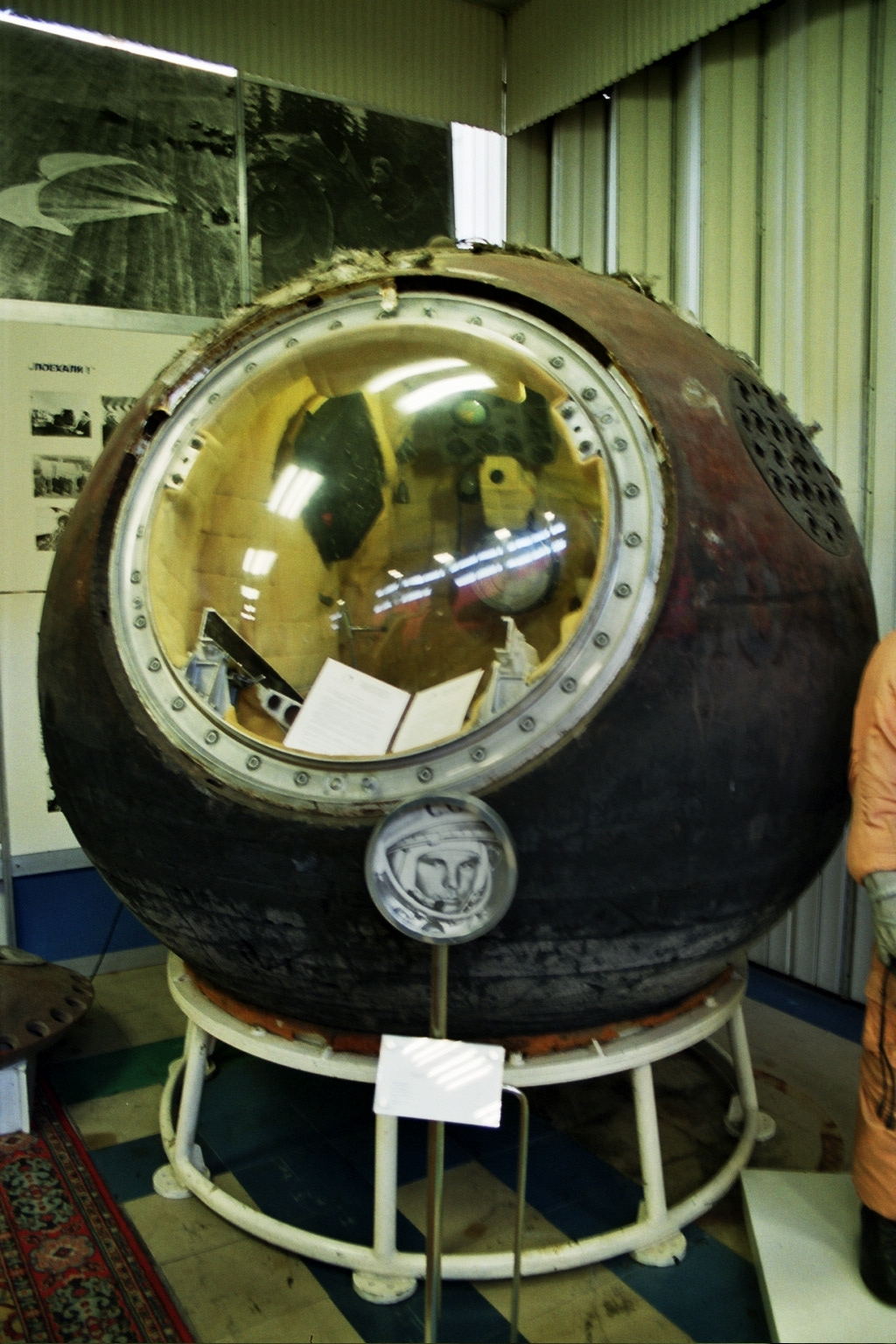
Le module de descente de Vostok 1 exposé au musée RKK Energia à Moscou.

Deux jours avant de décoller, Gagarine écrit une lettre à sa femme en évoquant l'échec possible de son vol. À l'époque, ses chances de réussite sont estimées à 50 %. Le vol Vostok 1, qui doit emporter le premier homme dans l'espace, est lancé depuis le cosmodrome de Baïkonour (RSS du Kazakhstan), utilisé depuis les débuts de l'ère spatiale soviétique. Tout a été préparé en cas d'imprévu : une orbite qui permet un aérofreinage au bout de deux à sept jours en cas de panne du système d'atterrissage, un protocole pour le cosmonaute en cas d'atterrissage dans un pays étranger, des provisions pour treize jours[réf. nécessaire] et une balise pour repérer le site d'atterrissage. À la différence des précédentes missions, il n'y a pas de système d'autodestruction pour empêcher une puissance rivale de s'emparer de la technologie embarquée, tous les membres de la commission d'État s'y étant opposés, à l'exception du représentant du KGB. En cas d'échec, malgré la nature secrète du programme spatial soviétique, la primauté a été donnée à la sécurité du cosmonaute sur les considérations politiques. Les médias pourraient annoncer son atterrissage dans un pays étranger ou en mer, afin de faciliter l'organisation des secours.
Sergueï Korolev n'a pas fermé l'œil durant la nuit qui précède le lancement du 12 avril 1961 : il redoute une panne du troisième étage de la fusée, précipitant le vaisseau dans les eaux glacées au sud du cap Horn. Youri Gagarine de son côté, est réveillé à 5 h 30 du matin après une nuit de sommeil parfaite. Après un déjeuner léger à base d'aliments en tube, des techniciens l'aident à enfiler sa combinaison spatiale SK-1 orange. Suivant une superstition commune chez les pilotes soviétiques, Gagarine ne s'est pas rasé. Korolev vient embrasser Gagarine qui plaisante avec lui avant le décollage. Il tente de rassurer l'ingénieur, très inquiet. Korolev lui dit qu'il espère le voir un jour marcher sur la Lune. Le vol est entièrement automatique ; les commandes de vol sont bloquées. En cas d'urgence, Gagarine ouvrirait une enveloppe contenant le code à entrer pour libérer les commandes. Cette procédure est enfreinte par Korolev lui-même qui souffle le code au creux de l'oreille de Gagarine, précédé par plusieurs techniciens qui ont fait de même, n'hésitant pas, ainsi, à risquer leur emploi. Korolev, qui s'est installé dans le bunker de commandement, en liaison avec le cosmonaute, n'est pas rassuré car le taux de succès du lanceur est de 50 % sur seize lancements : il prend des tranquillisants quelques minutes avant le tir. Gagarine déclarera : « Bien sûr que j'étais nerveux — seul un robot n'aurait pas été nerveux à un tel moment et dans une telle situation ».
Il n'y a pas de compte à rebours comme pour les vols américains, le vol est lancé à l'heure prévue. À l'instant du départ, le pouls de Gagarine passe brutalement de 64 à 157 battements par minute ; il s'exclame joyeusement « Et c'est parti ! (Поехали! [Païekhali!]) ». Il est 9 h 7 (heure de Moscou, 6 h 7 GMT). Alors que la fusée s'élève, Gagarine signale qu'il ressent l'accélération croissante, affirmant ne pas en souffrir. À Korolev qui lui demande comment il va, il répond avec légèreté : « Bien, et vous ? ». Il ressent des difficultés à parler lorsque l'accélération atteint 5 g. Le système télémétrique qui affiche la progression du vaisseau donne quelques frayeurs au responsable du programme en indiquant par moments une trajectoire alarmante après la mise à feu du troisième étage. Environ deux minutes après le décollage, la coiffe aérodynamique qui recouvre le vaisseau est larguée comme prévu ; le hublot situé à hauteur des pieds de Gagarine est démasqué. Celui-ci s'exclame : « Je vois les nuages. Le site d'atterrissage… C'est magnifique ! Quelle beauté ».
Onze minutes après le lancement, le vaisseau est inséré en orbite et entame une révolution autour de la Terre qui va durer 1 heure et 48 minutes, à une altitude moyenne de 250 kilomètres (327 km et périgée : 180 km). L'orbite est beaucoup plus haute que prévu, avec un apogée supérieur de 70 km, ce qui fait craindre au centre de contrôle une mission plus longue si les rétrofusées ne fonctionnent pas,. Gagarine devient le premier homme à voyager dans l'espace et le premier homme à effectuer une orbite autour de la Terre, accomplissant la prédiction de Constantin Tsiolkovski, père de l'astronautique russe moderne, qui avait annoncé en 1935 que le premier homme dans l'espace serait russe : « Je n'ai aucune difficulté à imaginer le premier homme vainquant la gravité terrestre et fonçant dans l'espace. Il est russe et citoyen de l'Union soviétique ; son métier le plus probable est pilote ; il est courageux mais dénué de témérité. Je vois son franc visage russe ». Gagarine est ému par la beauté de la Terre, bleue, ronde et par son atmosphère si ténue. Il expérimente l'impesanteur et constate qu'il peut manger, boire et travailler normalement même s'il doit arrêter la rédaction de son journal de bord, ayant perdu son crayon. Ce dernier s'est envolé dans un coin de la cabine, la vis qui devait le retenir par un fil s'étant desserrée. Il arrive à la conclusion que l'apesanteur ne gêne pas le travail humain dans l'espace. Il passe son temps en orbite à observer la Terre et à contrôler les instruments. Aucune expérience n'est prévue durant le vol. Comme les spécialistes avaient des doutes quant aux capacités d'un homme soumis à l'apesanteur, l'ensemble des opérations est déclenché depuis le sol. Le vol se déroulant normalement, Gagarine n'a pas l'occasion de prendre le contrôle manuel. Pour les échanges radio avec le sol, Gagarine répond sous le code de « Kedr » (Кедр), désignant le cèdre, tandis que le sol répond à l'appellation Aube-1 (Zaria-I ; Заря-I). L'agence TASS officialise, 55 minutes après le lancement, la mise en orbite de Gagarine, qui à cette occasion est promu major (il était premier-lieutenant). Les services de renseignement américains savent un peu avant l'annonce officielle qu'un vol habité se déroule, grâce à l'une de leurs stations d'écoute située en Alaska. Lorsque sa mère entend la nouvelle à la radio à Gjatsk, elle se met à pleurer, répétant sans cesse « Qu'est ce qu'il a fait et où est-il allé ? ». Alors qu'il arrive au-dessus de l'océan Pacifique, Gagarine passe dans l'ombre de la Terre pour sa première et seule « nuit » en orbite, émerveillé par la beauté de l'espace étoilé.

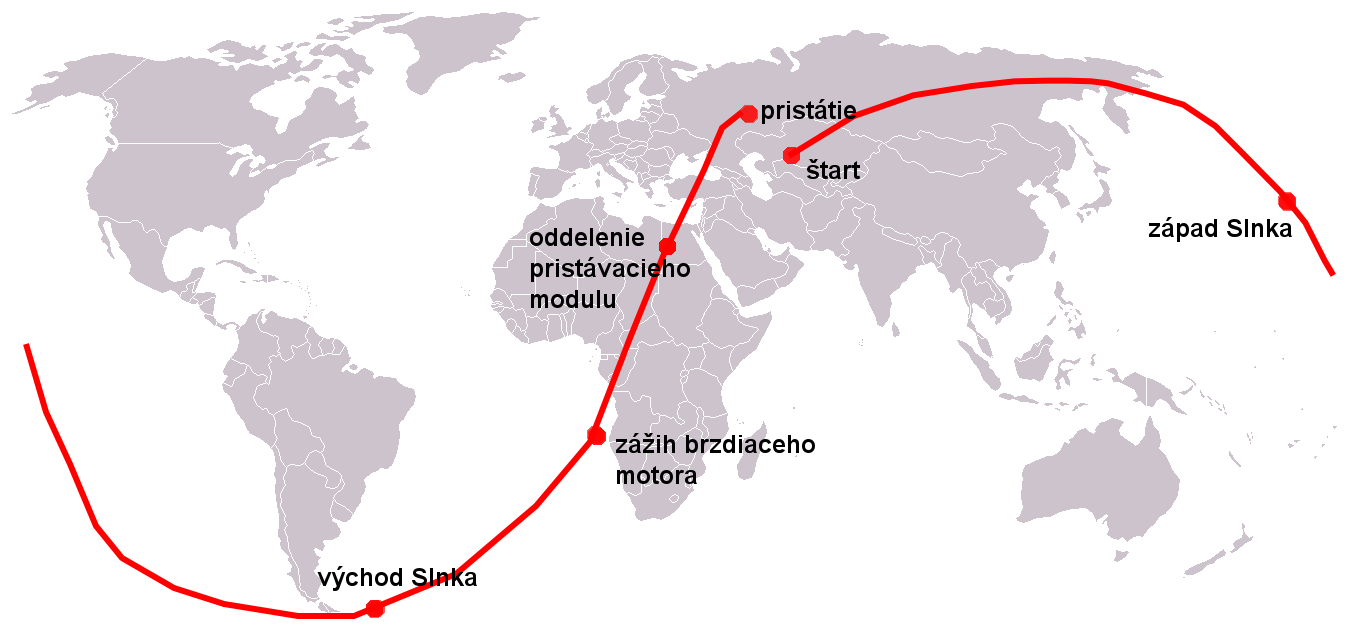
Orbite de Vostok 1.

Après une orbite complète, les rétrofusées du vaisseau sont mises à feu pour le freiner, déclenchant la rentrée atmosphérique et le retour sur Terre ; cette manœuvre ne se passe pas comme prévu : le vaisseau subit une secousse brutale puis commence à tourner autour de son axe à la vitesse de trente degrés par seconde. Gagarine rapporte « Tout tournait. Je voyais d'abord l'Afrique, puis l'horizon, puis le ciel. J'avais à peine le temps de protéger mes yeux des rayons du soleil. J'ai mis mes jambes de manière à couvrir le hublot sans avoir à fermer les stores. » Les charges pyrotechniques censées séparer complètement le module de descente dans lequel se trouvait Gagarine du module de service contenant les appareillages devenus inutiles remplissent mal leur office : le module de service, plus dense, tombe en premier tout en restant attaché à la cabine de Gagarine par quelques câbles. Le vaisseau était conçu pour présenter son bouclier thermique tourné vers l'avant, là où le freinage aérodynamique porte la coque à des températures extrêmes. Dans cette configuration anormale, Vostok 1 exposait à la chaleur les parties de la coque moins bien protégées. Gagarine décrit ainsi cette phase de sa descente vers la Terre : « le vaisseau spatial était entouré de flammes, […] j'étais un nuage de feu qui fonçait vers la Terre ». La situation est critique. Gagarine, qui en a conscience, reste d'un calme olympien, calculant qu'il atterrirait en URSS. Il transmet par radio à la Terre que tout va bien. Finalement, 10 minutes après le déclenchement de la rentrée atmosphérique, l'augmentation de la pression aérodynamique parvient à rompre les derniers câbles qui maintiennent les deux modules solidaires. Rétrospectivement, des experts occidentaux ont estimé que l'incident n'aurait pas mis la mission en péril. Gagarine est secoué dans tous les sens pendant la descente alors qu'il décrit une capsule entourée d'une lumière violette, dans les craquements et la chaleur. Quand la décélération atteint son pic à dix g, la vue de Gagarine se brouille quelques secondes ; la capsule ralentit sa rotation. À quelques kilomètres du sol, en application d'une procédure commune à tous les vaisseaux Vostok, Gagarine s'éjecte de la capsule : il effectue le reste de sa descente en parachute car, pour des raisons de poids, le vaisseau Vostok est dépourvu des rétrofusées qui permettraient de réduire suffisamment la vitesse résiduelle avant l'atterrissage,. Alors qu'il largue le siège avec lequel il s'est éjecté et que s'ouvre son parachute, Gagarine reconnaît immédiatement le paysage qui défile sous ses pieds : c'est une région près de la Volga où il a effectué son entraînement de parachutiste. Son parachute de secours s'ouvre de manière dangereuse en plus du parachute principal. Il reste heureusement sous lui sans s'emmêler avec l'autre. Descendant enfin en sécurité, Gagarine se met à chanter. Il se pose vers 10 h 55 (heure de Moscou, 7 h 55 GMT) dans un champ près d'un ravin non loin dans la région de la ville de Saratov : le premier vol habité a duré 108 minutes dont 89 en orbite terrestre.
Juste après son atterrissage, il met six minutes avant de pouvoir ouvrir la valve d'air de son scaphandre qui lui permet de respirer à nouveau l'air de la Terre. Sa préoccupation principale est ensuite de pouvoir signaler qu'il est sain et sauf car aucun officiel n'est là pour l'accueillir, les scientifiques de Vostok ayant calculé un atterrissage près de 400 kilomètres plus au sud. Pendant ce temps, Khrouchtchev, enthousiaste, demande par téléphone plusieurs fois à Korolev si Gagarine est vivant. Deux écolières ont assisté à l'atterrissage de Vostok. Elles décrivent la scène : « C'était une grande boule d'environ deux-trois mètres. Elle est tombée, puis elle a rebondi et est encore retombée. Il y avait un trou énorme là où elle a rebondi la première fois. » Un fermier et sa fille ont observé ce personnage vêtu d'une combinaison orange brillant avec un grand casque blanc atterrissant en parachute près du vaisseau. Gagarine voyant une vieille paysanne et sa petite fille travailler dans un potager, s'avance vers elles. Elles s'enfuient. Gagarine aurait réussi à les rassurer en criant : « N'ayez pas peur, je suis un Soviétique comme vous, qui revient de l'espace et qui doit trouver un téléphone pour appeler Moscou ! ». La babouchka (qui sera utilisée par la propagande soviétique pour faire croire que l'atterrissage a été, comme le vol, parfait) l'emmène au kolkhoze voisin où il utilise le téléphone pour avertir les secours. Son vaisseau a atterri à trois kilomètres de là et des enfants des villages environnants entrent à l'intérieur, finissant les restes de nourriture en tube qui s'y trouvaient.

#### Célébration mondiale et secrets soviétiques
Le 14 avril, Youri Gagarine est reçu triomphalement à Moscou, sur la place Rouge, par Khrouchtchev, par Léonid Brejnev et par la plupart des responsables soviétiques. Le vol spatial de Gagarine connaît un retentissement énorme en URSS, comme dans le monde entier. L'Union soviétique avait généralement auprès des puissances occidentales l'image de pays arriéré : celle-ci est effacée par la réussite du programme spatial soviétique qui est à son pinacle. L'envoi du premier homme dans l'espace est un évènement historique dans l'histoire de l'humanité. Pour Asif A. Siddiqi, historien spécialiste du programme spatial soviétique, la réussite est d'autant plus impressionnante qu'elle intervient seize ans après la fin de la Seconde Guerre mondiale qui a laissé l'URSS exsangue et ravagée, avec une industrie en ruine et 25 millions de morts. Une situation désavantageuse, comparée aux États-Unis, qui n'avaient pas eu à subir la guerre sur leur territoire.
La réaction américaine est courtoise. Le vice-président Lyndon Johnson présente ses félicitations annonçant que « le vol courageux et pionnier de Youri Gagarine dans l'espace a ouvert de nouveaux horizons et créé un brillant exemple pour les cosmonautes des deux pays ». Le président John Fitzgerald Kennedy annonce dans une conférence de presse que les États-Unis n'essayeront pas de rattraper l'URSS dans la course à l'espace, qu'il les battront dans des domaines d'activité plus profitables à long terme à l'humanité. Le Washington Post demande, quant à lui, une mobilisation générale pour battre l'URSS. Wernher von Braun, directeur du centre de vol spatial de la NASA, l'un des pères de l’astronautique américaine, déclare que « pour rester au niveau, les États-Unis devront courir comme un diable ». Kennedy corrige bien vite sa première annonce, et le vol de Gagarine relance la course à l'espace : le 12 septembre 1962, Kennedy annonce dans un discours historique que les États-Unis enverront un homme sur la Lune avant la fin de la décennie.
Avant que Gagarine n'entame, à la suite de son vol, une tournée mondiale utilisée à des fins de propagande politique, les dirigeants soviétiques lui imposent de révéler le moins de détails possible sur le programme spatial, jusqu'à éluder sa taille pour ne pas dévoiler les caractéristiques de la capsule. Pour que le vol orbital soit homologué, les autorités soviétiques affirment que Gagarine est revenu au sol à bord de la capsule, dissimulant son atterrissage en parachute. Le déroulement du vol sera connu à la fin des années 1990 avec la libéralisation du régime russe. Lorsqu'il est interrogé par les journalistes étrangers, ses réponses sont souvent évasives ; il est obligé de mentir : à l'époque, l'emplacement exact de sa base de lancement est inconnu, sauf des services secrets américains grâce à leur station radar en Turquie. Les Soviétiques indiquent un lieu près de la ville de Baïkonour, qui est en fait à 360 km de la base de lancement. Le nom du responsable du programme spatial soviétique, Sergueï Korolev, reste également secret. Celui-ci n'apparaît pas dans les commémorations ; les Russes font croire qu'un vénérable membre de l'Académie des sciences dont les liens avec le programme spatial sont très ténus, serait le père de l'astronautique soviétique. Pour récompenser ceux qui ont participé à cet exploit, près de sept mille personnes reçoivent divers médailles et titres et un bon nombre, le titre de Héros de l'Union soviétique. Seuls ceux qui font partie des instances dirigeantes, dont le premier secrétaire Khrouchtchev, sont nominativement cités. Les cinq responsables du programme sont récompensés, restant dans l'ombre.

### Dans l'attente d'une deuxième mission

#### Responsable de l'entraînement des cosmonautes et tournée planétaire

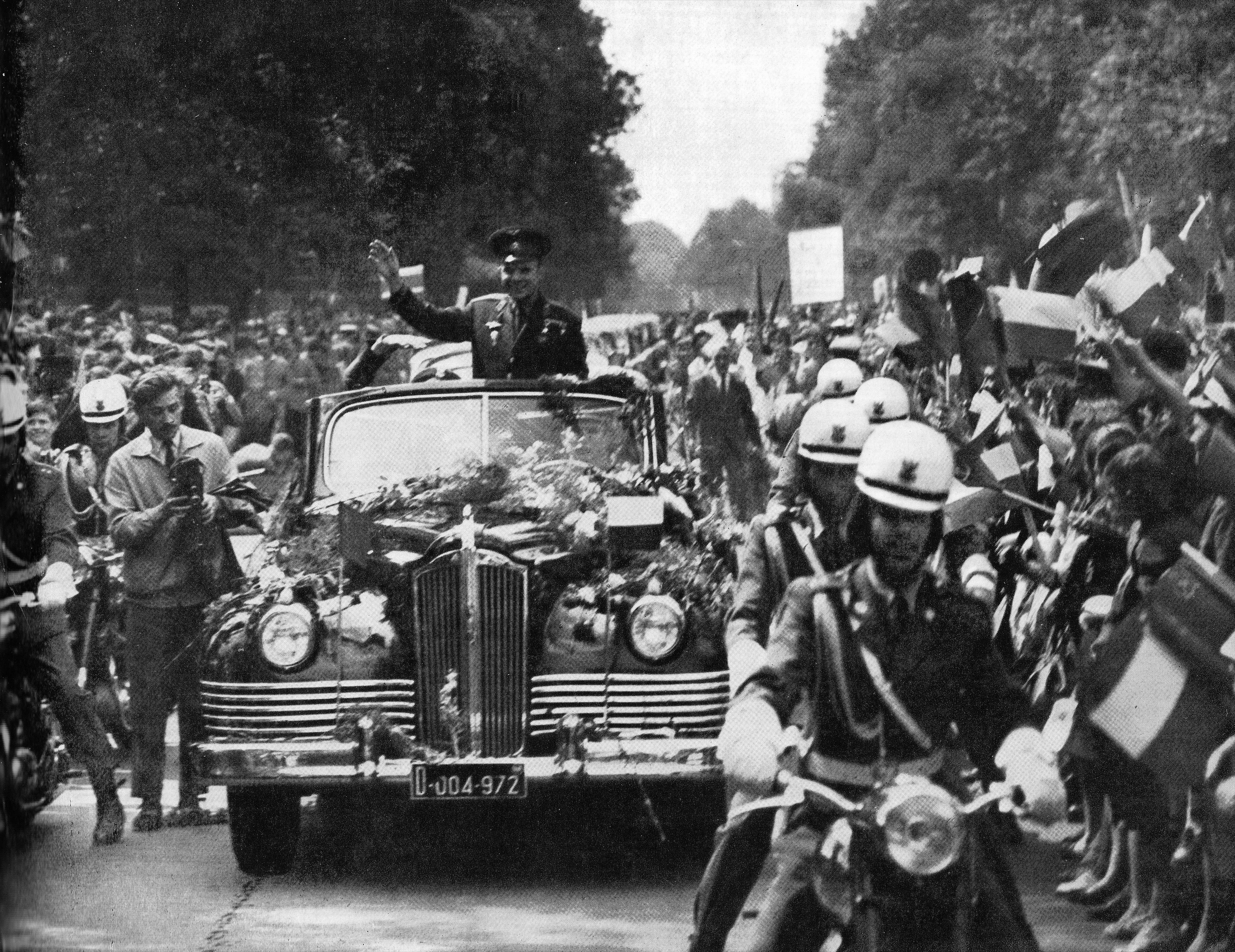
Parade de Youri Gagarine à Varsovie en 1961.

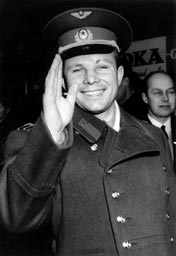
Youri Gagarine en Suède en 1964.

Peu après son vol, Gagarine est nommé responsable de l'entraînement des cosmonautes qui a lieu à la Cité des étoiles, dans la banlieue de Moscou. Dans ce rôle, il est associé à l'élaboration du programme des missions et à la sélection des cosmonautes. Au cours des vols suivants, Gagarine participe aux prises de décisions critiques concernant le déroulement des missions. Il assure en partie la liaison radio avec le cosmonaute en vol. Il s'oppose même à Korolev, qui souhaite un vol d'une journée pour la deuxième mission, appuyant les médecins des cosmonautes qui favorisent un vol de trois orbites, soit cinq heures. Korolev a gain de cause. Gagarine participe également à la sélection de la première femme cosmonaute pour le vol Vostok 6 et s'oppose à la candidature de l'une d'entre elles parce qu'elle est déjà mère, la société russe stigmatisant les mères de famille entreprenant des activités dangereuses. Il est cependant contredit par le président de l'Académie des sciences qui conserve la candidate.
Parallèlement, Gagarine entame une tournée mondiale : accompagné par Titov, qui a renouvelé l'exploit de Gagarine le 6 août 1961 (Vostok 2), et Kamanine, responsable du corps des astronautes, il se rend en 1961 en Afghanistan, au Brésil, au Canada, au Ceylan, à Cuba, en Tchécoslovaquie, en Inde, en Finlande, en Hongrie, en Islande et au Royaume-Uni. L'année suivante, il séjourne dans de nombreux autres pays. Cette gloire brutale monte à la tête de Gagarine, comme à celle de Titov. Tous les deux sont sermonnés par le Parti pour leurs abus répétés d'alcools ainsi que pour leur comportement déplacé avec les femmes. Durant l'une de ses frasques, Gagarine se blesse sérieusement à la tête en se jetant du premier étage d'un immeuble pour échapper à sa femme sur le point de le surprendre en galante compagnie.
Gagarine est accaparé par sa tâche officieuse d'ambassadeur de l'Union soviétique qui ne lui laisse plus suffisamment de temps pour son entraînement de cosmonaute. Les dirigeants soviétiques souhaiteraient qu'il renonce à voler : Kaminine lui propose de prendre la direction du Centre d'entraînement des cosmonautes. Gagarine ne veut pas de ce travail de bureau. Il refuse à plusieurs reprises cette proposition avant d'accepter sous la pression, le poste de directeur adjoint le 21 décembre 1963 avec le grade de colonel dans l'armée de l'air soviétique.
Il profite d'être invité du salon du Bourget pour faire une escapade à Toulouse. Le vendredi 25 juin 1965, il part de Paris en Caravelle pilotée par Léopold Galy, avec une délégation soviétique pour visiter, durant près de trois heures, les usines de Sud-Aviation à Blagnac, où se concrétise le projet Concorde — les Russes venant tout juste de démarrer leur propre programme de supersonique, le Tupolev 144. La délégation se restaure à Saint-Martin-du-Touch, une commune à l'époque limitrophe ensuite rattachée à Toulouse.

#### Le programme Soyouz

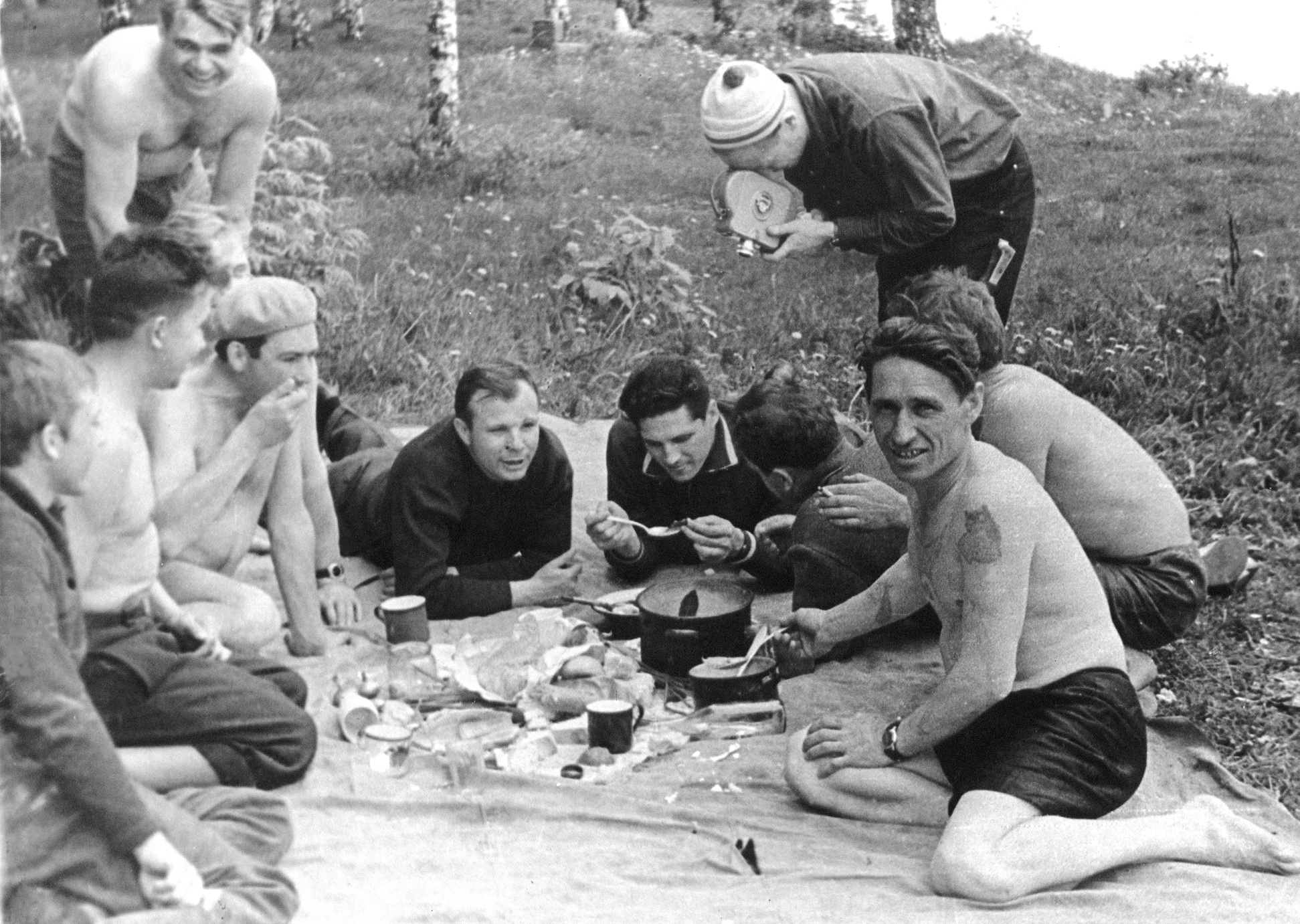
Pique-nique des cosmonautes du programme Soyouz avec Gagarine (au centre), à sa droite Boris Volynov, Viktor Gorbatko et Alekseï Leonov qui tient la caméra, Dolgoproudny, le 19 août 1963.

À compter de 1962, le projet du nouveau vaisseau spatial Soyouz est développé par les équipes de Korolev. Soyouz est beaucoup plus vaste que la capsule Voskhod et il doit permettre d'emporter un équipage de trois personnes. Il dispose d'un système de rendez-vous automatique qui permet l'amarrage de deux vaisseaux. À partir de 1964, Soyouz devient une pièce maîtresse du programme lunaire habité soviétique que les dirigeants de Moscou se sont enfin décidés à lancer en constatant les progrès du programme Apollo. La première mission prévue comporte le lancement de deux vaisseaux Soyouz dotés d'équipages qui doivent effectuer un rendez-vous dans l'espace.
À compter de septembre 1965, quatre cosmonautes commencent l'entraînement pour le poste de commandant. Pour la première fois depuis quatre ans, Gagarine fait partie des présélectionnés. Le favori est Vladimir Komarov : celui-ci est considéré comme le plus compétent et le plus brillant des quatre hommes. Gagarine, accaparé par ses tâches bureaucratiques, a grossi et a perdu une partie de ses compétences de cosmonaute. Il s'entraîne dur et repasse favori devant Komarov jusqu'à ce que les officiels, à l'issue d'une réunion au Centre d'entraînement des cosmonautes, imposent en avril 1966 Komarov et assignent à Gagarine le rôle de doublure. Gagarine veut tellement réaliser un autre vol spatial qu'il est suggéré comme doublure pour un vol du programme lunaire habité soviétique.

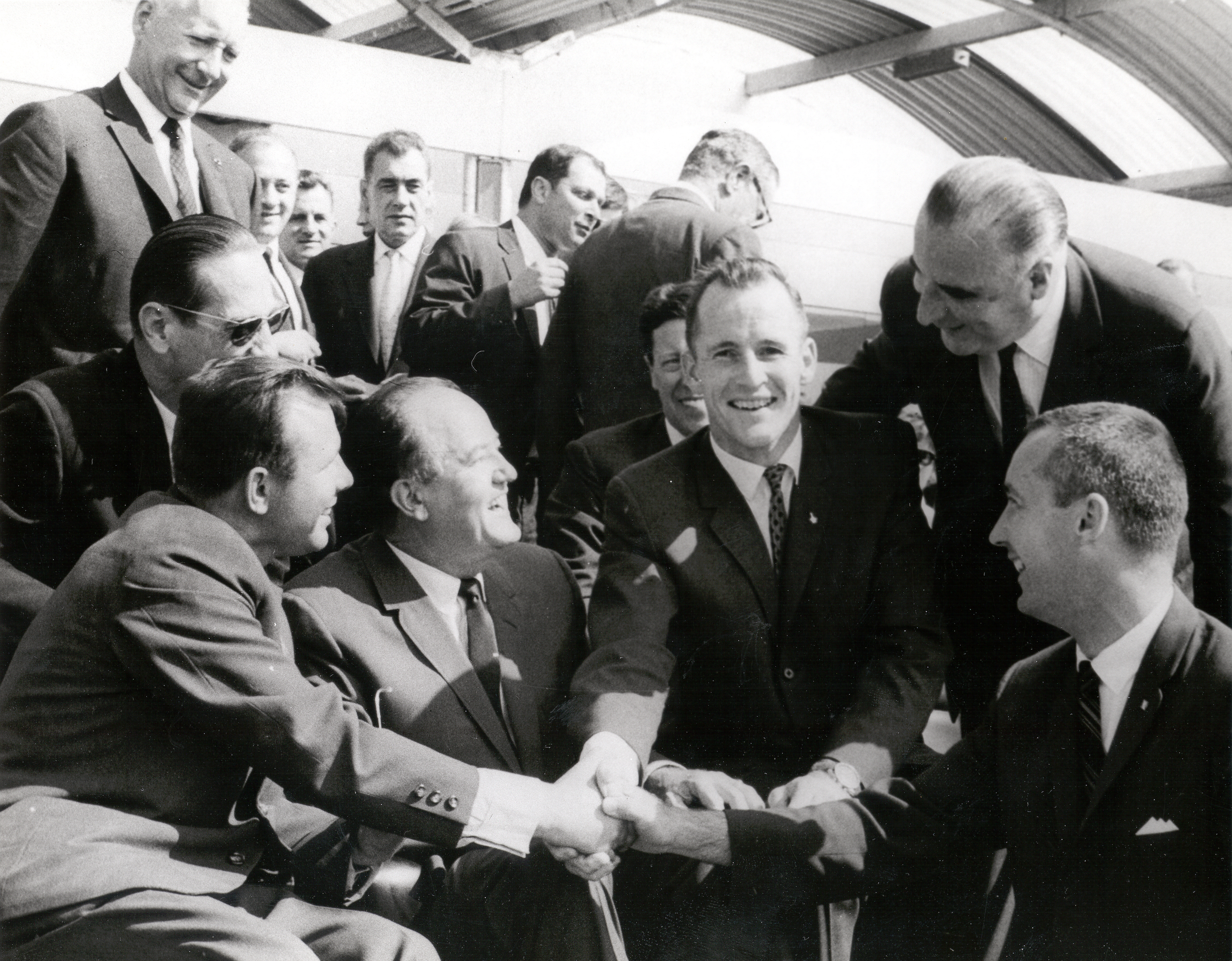
Rencontre de Gagarine (en bas à gauche) et de l'équipage américain de Gemini 4 au Salon international de l'aéronautique et de l'espace de Paris-Le Bourget (1965). En haut à droite, le Premier ministre français Georges Pompidou.

La mise au point du vaisseau Soyouz se passe mal. Tous les vols d'essais sans équipage sont entachés de problèmes et la date du premier vol est régulièrement repoussée. Sans attendre de nouveaux essais et contre l'avis de certains cosmonautes et d'ingénieurs, une double mission est planifiée sous la pression des politiques qui veulent faire un coup d'éclat pour contrer la domination américaine qui se profile : dans le cadre de la mission Soyouz 1, un premier vaisseau Soyouz doit être lancé avec à son bord Komarov, puis un deuxième Soyouz le rejoindrait en orbite avec trois cosmonautes pour un rendez-vous orbital.
Le 23 avril 1967, Komarov est accompagné par Gagarine jusqu'à l'écoutille de son vaisseau qui décolle et se place en orbite sans encombre. Le vaisseau de Komarov connaît de nombreux problèmes auxquels celui-ci tente en vain de faire face avec l'aide des équipes au sol, dont Gagarine. La situation impose l'interruption de la mission et l'annulation du lancement du second vaisseau. Au cours de la descente vers le sol, le parachute du vaisseau se met en torche et le vaisseau s'écrase en tuant Komarov. Une commission d'enquête est créée et Gagarine fait partie des personnes chargées de déterminer l'origine de la défaillance à l'atterrissage. Quelques jours après l'accident, Kamanine informe Gagarine que celui-ci n'a pratiquement aucune chance de participer à une future mission spatiale et qu'il va proposer son interdiction de vol.
En 1966, Gagarine, comme la majorité des autres cosmonautes de sa promotion, entame un cycle d'étude à l'Institut d'aéronautique Joukovski de Moscou. À titre de travaux pratiques, les cosmonautes étudient les caractéristiques d'un avion spatial inspiré du projet Dyna-Soar américain abandonné quelques années auparavant. Gagarine est notamment chargé de l'aérodynamique et du système d'atterrissage.
En novembre 1967, toujours dans l'objectif de protéger la vie d'une personnalité qui symbolise le triomphe de l'astronautique soviétique, Gagarine est interdit de vols en avion de chasse en solo. Ainsi, il vole moins de dix heures chaque année jusqu'à sa mort en vol. Gagarine est accaparé par sa participation à plusieurs commissions d'État et par son rôle d'ambassadeur de l'astronautique soviétique.
Gagarine déprime. Il trouve une compensation : il aime rouler vite et échappe miraculeusement à de graves accidents — il cumule plus de vingt accidents de voiture en moins de sept ans. Selon Kamanine, son mode de vie de coureur de jupons, les réunions interminables et les beuveries fréquentes abîment progressivement l'image publique de Gagarine et effacent le sourire qui faisait son charme.

### Mort

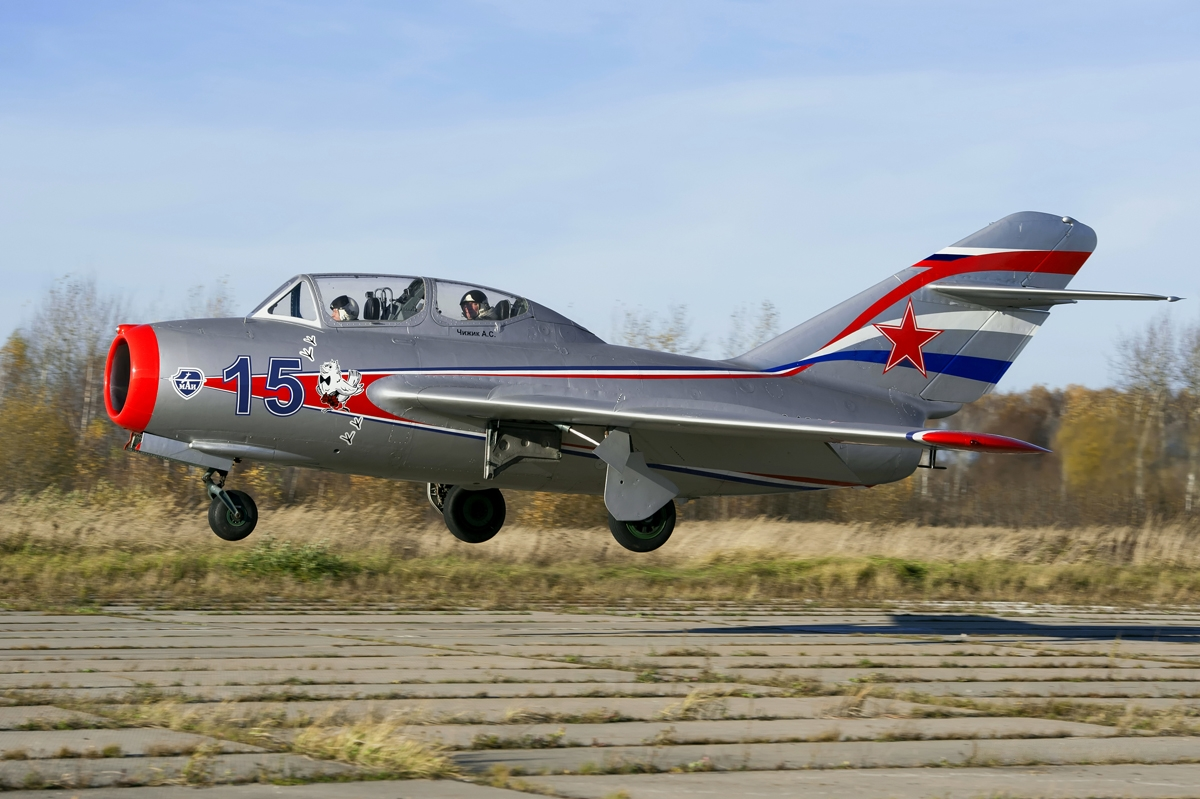
Un MiG-15 UTI, avion d'entraînement biplace.

Début 1968, Gagarine est de nouveau autorisé à piloter un avion de chasse à condition d'être accompagné d'un instructeur. Il enchaîne les vols d'entraînement, à un rythme que Kamanine juge trop élevé, car Gagarine veut de nouveau voler en solo. C'est ainsi que le 27 mars 1968, il décolle peu après 10 heures du matin à bord d'un MiG-15 UTI depuis l'aéroport militaire Chkalovsky près de Moscou. Il est accompagné d'un instructeur, le colonel Vladimir Serioguine, pilote de 45 ans aux références impeccables, affecté depuis 1963 à l'entraînement des cosmonautes.
Quelques minutes après le décollage, Gagarine demande aux contrôleurs la permission de modifier son plan de vol pour rentrer à la base ; ce sera sa dernière communication.
En l'absence de nouvelles, l'alerte est rapidement déclenchée. Des hélicoptères décollent et repèrent l'avion à environ 64 km de la base aérienne, dans une zone densément boisée, couverte d'un mètre de neige. L'avion a creusé un cratère de 6 à 7 mètres en s'écrasant, ce qui laisse supposer qu'il a heurté le sol à une vitesse comprise entre 700 et 800 km/h. L'équipe de recherche découvre rapidement une mâchoire qui est identifiée comme étant celle de Serioguine. Les recherches sont interrompues par la nuit. Lorsqu'elles reprennent le lendemain, l'équipe de sauvetage découvre d'abord la combinaison de vol de Gagarine accrochée dans un arbre à une dizaine de mètres de hauteur puis, peu après, les corps des deux pilotes. Une commission d'enquête est mise en place dès le soir du 27 mars pour découvrir ce qui s'est passé.
La thèse officielle est que Gagarine, victime d'une défaillance de l'avion, ne s'est pas éjecté pour éviter que son MiG-15 s'écrase sur une école. Cette information se révèle rapidement fausse. L'enquête officielle de l'époque, dont les conclusions ne sont pas rendues publiques, impute l'accident à une manœuvre brusque soit pour éviter un ballon-sonde, soit pour ne pas pénétrer dans une zone de turbulence située au sommet d'une couche nuageuse. Ces conclusions, qui mettent en cause le pilote, soulèvent des protestations de Kamanine et des cosmonautes seniors.
En l'absence d'informations officielles quant aux circonstances de l'accident, de nombreuses hypothèses sont énoncées par des experts occidentaux.[réf. nécessaire]
Le rapport de l'époque est déclassifié en avril 2011 : sa conclusion est que la cause la plus probable de l'accident aurait été une manœuvre brusque destinée à éviter un ballon-sonde,,,.
D'après Asif Azam Siddiqi, historien américain de la conquête spatiale qui reprend les conclusions d'un article de Sergueï Belotserkovski et d'Alexeï Leonov paru dans la Pravda en 1998, le dossier aurait été rouvert 20 ans après les faits en Union soviétique. Une étude minutieuse aurait mis en évidence plusieurs facteurs, contribuant à apporter un nouvel éclairage sur l'accident. Deux MiG-21 et un autre MiG-15 auraient été autorisés à voler dans le même secteur au même moment. Le cosmonaute aurait décollé sans information sur le plafond de la couverture nuageuse. Alors que Gagarine entamait un virage et sa descente à une altitude de 700-1 200 mètres pour rentrer au terrain, le deuxième MiG-15 serait passé, sans s'en rendre compte, à 500 mètres de l'avion de Gagarine, coupant sa trajectoire. Celui-ci, pris dans les turbulences créées par le sillage de l'avion, aurait entamé une vrille que le pilote serait parvenu à redresser après avoir effectué cinq tours. Au sortir de la vrille, Gagarine et son coéquipier, qui se trouvaient dans une couche nuageuse épaisse, n'auraient eu qu'une idée imprécise de leur altitude, en fait entre 400-600 mètres, avec un angle à piquer de 70 degrés. Il se serait alors écoulé cinq secondes avant que l'avion s'écrase au sol, ne laissant aucune chance aux deux pilotes pour s'éjecter.
Dans un entretien en juin 2013 avec la télévision russe RT, Alexeï Leonov a déclaré qu'un rapport déclassé sur l'incident avait révélé la présence d'un second avion « non autorisé », un Su-15, dans la zone. Leonov avance que cet avion était descendu à 450 mètres (1 480 pieds) et que, pendant qu'il allumait sa postcombustion, « l'avion avait réduit son éloignement à 10-15 mètres dans les nuages, en passant près de Gagarine, le prenant dans ses turbulences de sillage et l'envoyant en vrille — une vrille installée, pour être précis — à une vitesse de 750 km/h ».
Gagarine et Serioguine sont tous deux inhumés dans le mur du Kremlin. La perte, en deux ans, de deux cosmonautes (Vladimir Komarov en 1967 et Gagarine en 1968) entraîne un changement important dans les procédures de sécurité appliquées à la mise au point des lanceurs et des vaisseaux habités. Alors que, jusque-là, les autorités soviétiques avaient parfois fait prendre des risques inouïs aux cosmonautes pour battre les Américains dans la course à l'espace, en particulier lors du vol de Komarov, par la suite, les vols d'essais sans pilote deviennent la règle, puisqu'ils permettent de qualifier les engins avec un degré raisonnable de certitude.

## Personnalité et opinions
Youri Gagarine était très apprécié par Korolev pour son calme, pour son optimisme ainsi que pour son sens de l'observation : « Pendant les journées de préparation pour le lancement […] lui seul semblait rester calme. Plus que cela : il était plein de bon esprit et rayonnait comme le Soleil ». Pour la BBC, « sa personnalité aimable et modeste a charmé le monde ».
Après le vol, certaines sources ont déclaré que Gagarine, pendant son vol spatial, a fait le commentaire : « Je ne vois aucun Dieu là-haut ». Cependant aucune parole semblable n'apparaît dans les enregistrements des conversations de Gagarine avec les stations terrestres pendant le vol. Un ami proche de Gagarine, le colonel Valentin Petrov, révèle en 2006 qu'il n'a jamais prononcé ces mots. La phrase provient d'un discours de Nikita Khrouchtchev au comité central du Parti communiste de l'Union soviétique où la propagande antireligieuse était active,. Dans un certain contexte, Khrouchtchev a dit « Gagarine a été dans l'espace mais il n'y a vu aucun dieu ».
Une affiche exploita le vol fatal de Gagarine pour une campagne antireligieuse, en mentionnant "Бога Нет" Il n'y a pas de Dieu, et en se référant aussi à Titov qui, lui, est athée et militant,. Le colonel Petrov ajoute que Gagarine a été baptisé par l'Église orthodoxe lorsqu'il était enfant. En 2011, le recteur de l'église orthodoxe de la Cité des étoiles raconte que « Gagarine a baptisé sa fille aînée Yelena peu avant son vol spatial ; sa famille fêtait Noël et Pâques et possédait des icônes à la maison ».

## Héros mondial et instrument de la propagande soviétique

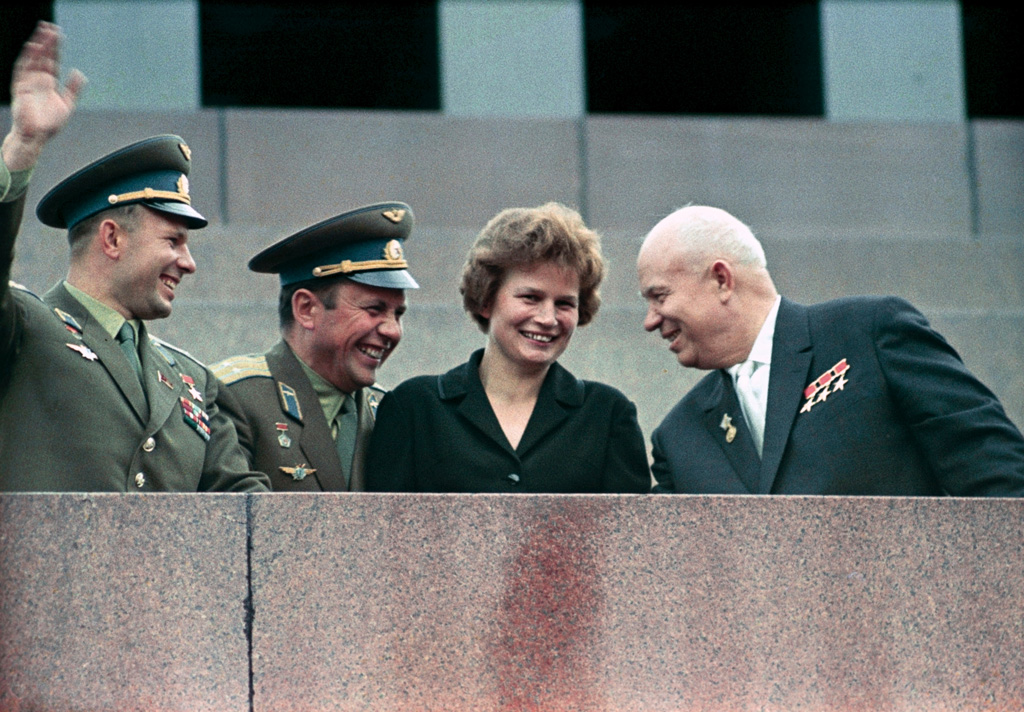
De gauche à droite : Youri Gagarine, Pavel Popovitch, Valentina Terechkova, Nikita Khrouchtchev au mausolée de Lénine lors de la célébration des vols Vostok 5 et Vostok 6, 22 juin 1963.

Selon la BBC, « Youri Gagarine a contredit l'impression austère de l'Ouest sur l'Union Soviétique — un russe charmant et décontracté au sourire facile. Le premier homme dans l'espace est devenu un puissant instrument de propagande ». Le Politburo savait l'impact du premier vol habité dans l'espace et a transformé la célébrité mondiale de Gagarine en arme de soft power. La mission étant resté secrète jusqu'à sa réussite, l'onde de choc mondiale n'en a été que plus forte, surtout aux États-Unis qui concouraient à la course du premier homme dans l'espace. Selon Tom Ellis, professeur d'histoire spécialiste de la guerre froide à la London School of Economics, Nikita Khrouchtchev aurait dit : « Ce ne sera pas organisé par l’État, ce sera spontané. » Les célébrations en URSS sont les plus grandes depuis celles de la fin de la Seconde Guerre mondiale. Des invitations sont émises du monde entier, y compris de pays du bloc de l'ouest. La propagande soviétique exploite au maximum les origines modestes de Gagarine. Pour les festivités sur la Place rouge, les officiels demandent aux parents de Gagarine de « s'habiller simplement » pour accentuer l'idéal soviétique de « charpentier à astronaute. » Lors de la visite de Gagarine au Royaume-uni, trois mois après son vol, laquelle n'est pas une visite d’État par volonté politique du gouvernement britannique qui veut ménager son allié américain, mais la reconnaissance de la réussite soviétique, les foules enthousiastes considèrent Gagarine comme un héros. Ce qui prend par surprise les autorités, qui organisent une rencontre entre la reine et le Premier ministre Harold Macmillan après l'annonce de sa venue. Selon Gurbir Singh, journaliste spécialiste de la conquête spatiale, la visite au Royaume-Uni de Gagarine est le « pinacle » de sa tournée parce que « c'était le cœur de l'Ouest capitaliste ». La tournée mondiale qui a lieu entre la construction du mur de Berlin et la crise des missiles de Cuba est l'un des rares moments de détente, alors que la guerre froide bas son plein. Gagarine est accueilli aux siège des Nations unies à New York, situé en zone internationale (en). Sa popularité grandissante devenait une menace. Le président John Fitzgerald Kennedy n'autorise pas Gagarine à faire une tournée américaine.
Selon Tom Ellis, l'instrumentalisation des origines modestes de Gagarine va au delà de la confrontation idéologique entre l'Est et l'Ouest. Avec la décolonisation de nombreuses nouvelles nations prennent le modèle soviétique en exemple : un pays technologiquement arriéré après une guerre dévastatrice, qui devient en peu de temps le pionnier de la conquête spatiale. Après la mort de Gagarine, le programme spatial soviétique est éclipsé par la victoire américaine du programme Apollo. La popularité de Gagarine est préservée comme celle d'un héros. Lors de la tournée de Neil Armstrong en URSS, il est acclamé par des foules enthousiastes, et « la NASA pense que c'est peut être parce qu'Armstrong ressemble un peu à Gagarine ».
Pour Asif Azam Siddiqi, « le programme spatial soviétique a été marginalisé à l'Ouest et « mythologisé » domestiquement » à cause du mélange de secret et de propagande de l'époque. Selon lui, pour les historiens américains, Spoutnik 1 et Gagarine sont les « préludes » à l’atterrissage sur la Lune d'Apollo 11 Tout ce qui est arrivé après a été une déception. Les américains ne voient pas Spoutnik et le vol de Gagarine comme des dates dans l'histoire de l'humanité mais comme un « catalyseur à la prise de décision d'envoyer des humains sur la Lune ».

## Œuvres
- (en) Youri Gagarine, Road to the Stars, Moscou, Foreign Languages Publishing House, 1961 (autobiographie), réédité (en) Yuri Alekseyevich Gagarin, Road to the stars, Honolulu, Hawaii, University Press of the Pacific, 2002, 196 p. (ISBN 978-0-89875-728-6, OCLC 53795430). Cet ouvrage existe en langue française avec pour titre Le Chemin du Cosmos ; il a été édité par les Éditions du Progrès à Moscou et diffusé par la Librairie du Globe à Paris.
- Youri Gagarine, Vladimir Lebedev, La Psychologie et le Cosmos, Moscou, Éditions Mir, 1969.

## Héritage

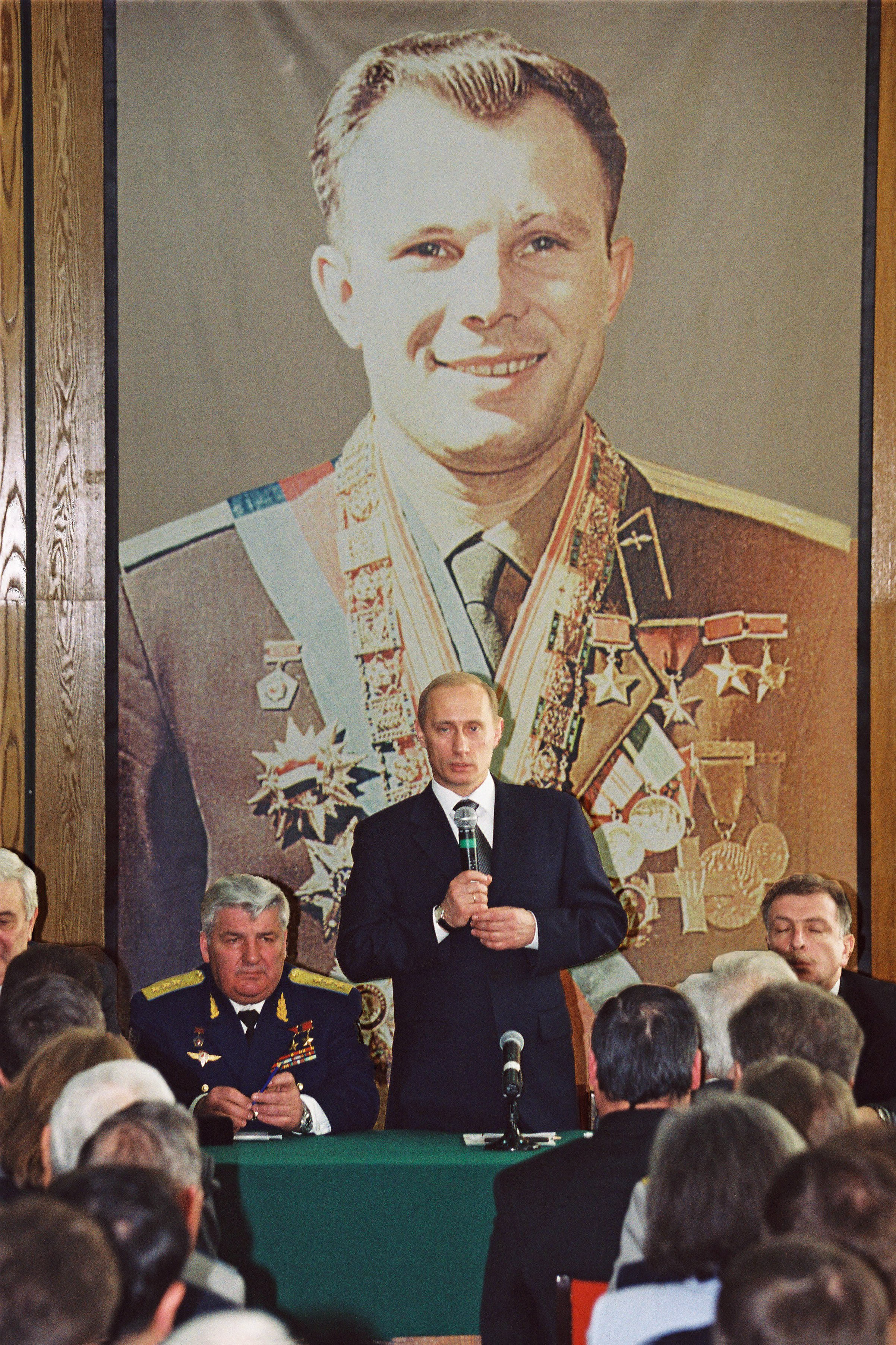
Le président Vladimir Poutine sous un portrait de Gagarine à la cité des étoiles, 2001.

En Russie, le 12 avril est un jour férié, baptisé « journée des cosmonautes »,. Le 25 mars 2011, l’Assemblée générale des Nations unies déclare le 12 avril « Journée internationale du vol spatial habité ».
Selon un sondage réalisé en 2010 par l'institut VTsIOM, Youri Gagarine est « la personnalité du XXe siècle la plus attrayante » pour 35 % de la population russe, devant le poète Vladimir Vyssotski (31 %) et le maréchal Joukov (20 %). Pour le président Dmitri Medvedev, lors de l’anniversaire des cinquante ans du lancement, « le vol de Gagarine a été un événement absolument révolutionnaire, hautement symbolique. Cela a été un immense succès du secteur spatial soviétique. Il a marqué un avant et un après ». Pour Vladimir Poutine, alors Premier ministre, « Gagarine est un homme qui a changé le monde ». L'expression « C’est parti ! » (« Поехали! » [Poïekhali!]), qu'il a prononcée alors que sa fusée a décollé, est devenue une expression courante en Russie.
Après la victoire américaine dans la course à la Lune, le vol de Gagarine n'est plus considéré par les historiens américains comme une avancée majeure de l'histoire de l'humanité ; il est une simple étape décidant les États-Unis à envoyer des hommes sur la Lune. Le premier vol de la navette spatiale américaine a lieu le jour du vingtième anniversaire du vol historique de Gagarine.
En 2012, les fusées Soyouz qui approvisionnent et relèvent les équipages de la Station spatiale internationale sont toujours, comme la fusée Vostok de Gagarine, un dérivé de la fusée R-7 Semiorka, famille de fusées qui a emporté tous les vols habités russes.
Depuis la saison 2008-2009, la Ligue Continentale de Hockey décerne la Coupe Gagarine, nommée en l'honneur du cosmonaute, au vainqueur des séries éliminatoires. La première coupe a été remise à l'Ak Bars Kazan lors du Jour des Cosmonautes.
En France, de nombreuses rues, écoles, lycées, gymnases ou squares sont nommés Youri Gagarine, généralement dans des municipalités alors dirigées par des communistes. En 2015, neuf établissements scolaires français portent son nom, fait rarissime pour une personnalité étrangère.

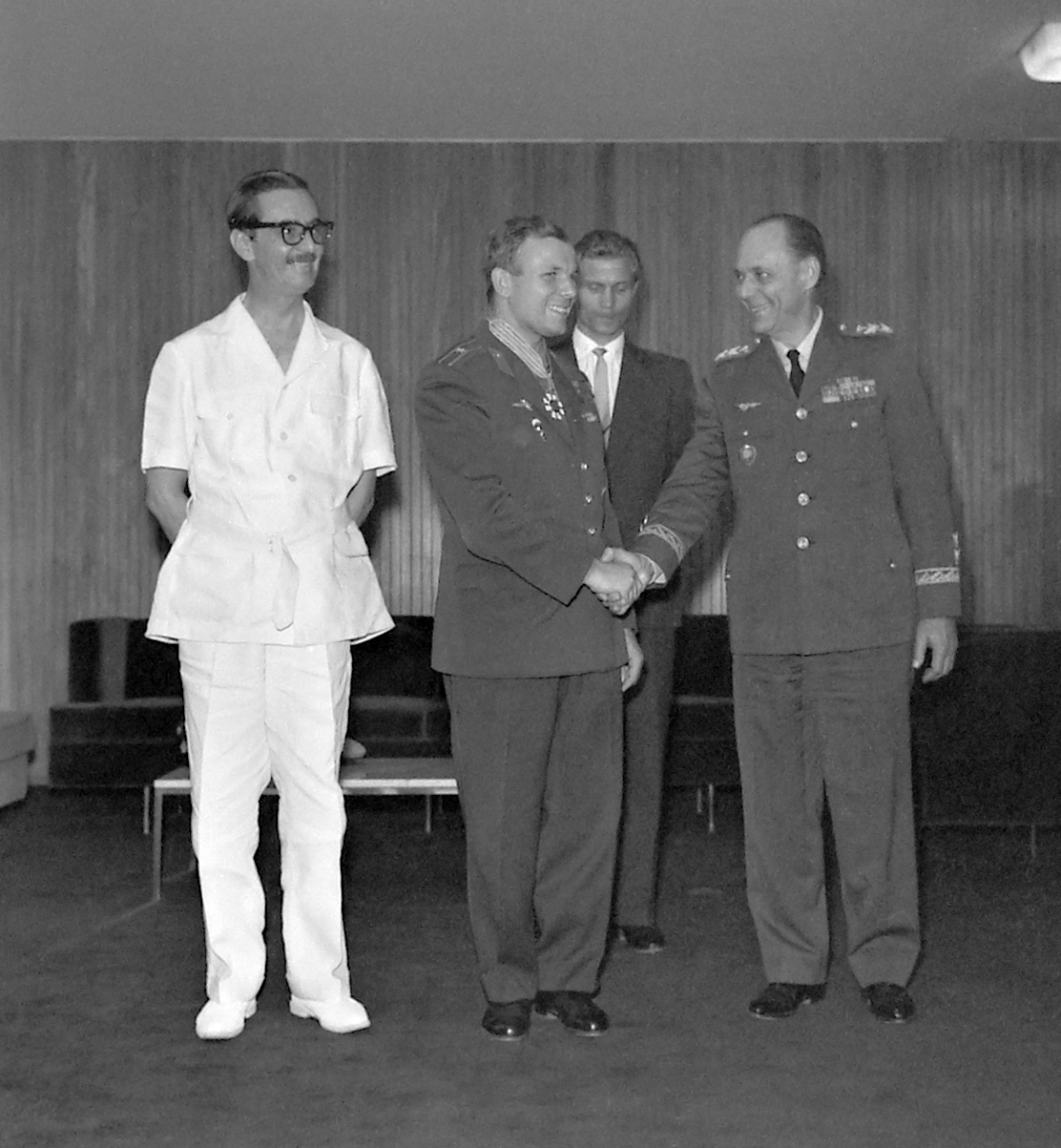
Jânio Quadros (tout à gauche), président du Brésil, a décoré Gagarine, 1961.

## Distinctions
À la suite de son vol spatial, le lieutenant Gagarine est directement promu au grade de major. Il reçut le titre de Héros de l'Union soviétique et la médaille de l'ordre de Lénine, qui constituent les plus hautes distinctions de l'Union soviétique. Il est nommé membre d'honneur de l'Académie internationale d'astronautique (1966).
Dans son pays, son nom a été donné en hommage à de nombreux lieux, institutions ou récompenses dont, entre autres, la ville de Gjatsk rebaptisée Gagarine en 1968, une place de Moscou où se trouve le monument à sa mémoire, et le plus grand musée de l'aéronautique et de l'espace de Russie, situé à Monino. Le cratère Gagarine est un des plus grands cratères lunaires (265 km de diamètre), situé sur la face cachée, et l'astéroïde no 1772 porte son nom. Objet d'une propagande intense, il reçoit de nombreux honneurs et son nom est utilisé pour baptiser rues et monuments dans les pays du tiers monde, dans les pays « frères » de l'Europe de l'Est, et en Europe occidentale (notamment les pays où il s'est rendu, comme en France) dans les municipalités tenues par le Parti communiste local.

### Décorations soviétiques
Union soviétique
- médaille du héros de l'Union Soviétique ;
- médaille du héros du travail socialiste ;
- médaille du « Pilote-cosmonaute de l’URSS » ;
- médaille de l'ordre de Lénine ;
- médaille « Pour le développement des terres vierges » ;
- médaille du jubilé « 40 ans des Forces armées de l’URSS ».

### Décorations étrangères
- Brésil : médaille de l'ordre du mérite aéronautique ;
- Bulgarie : médaille de l'ordre de Georgi Dimitrov ;
- Cuba : médaille de l'ordre de la Plage Girón ;
- Égypte : collier de l'ordre du Nil ;
- Hongrie : ordre du drapeau de la République Populaire de Hongrie (1re classe avec diamants) ;
- Indonésie : ordre de l'étoile de la République d'Indonésie (2e classe) ;
- Liberia : ordre de l'étoile d'Afrique ;
- Pologne : médaille de l'ordre de la Croix de Grunwald (1re classe) ;
- République démocratique allemande : médaille de l'ordre de Karl Marx ;
- Tchécoslovaquie : étoile d'or du héros du travail socialiste ;
- Viêt Nam : médaille du héros du travail.

## Dans les arts et la culture
L'enregistrement de Youri Gagarine s'envolant dans l'espace apparait dans la chanson Infinita Tristeza de Manu Chao (à la fin de l'album Próxima Estación: Esperanza en 2001), avec le doublage en français.

### Filmographie

#### Cinéma
- 1972 : Dompter le feu de Daniil Khrabrovitsky avec Anatoly Chelombitko.
- 2013 : Gagarin: First in Space de Pavel Parkhomenko avec Mikhail Filipov.

#### Télévision

##### Documentaire
- 2008 : Les Derniers Jours de Youri Gagarine de Laurent Portes, produit par Sunset Presse pour France 5.
- 2011 : À l'occasion des 50 ans du vol historique, le film First Orbit a été tourné à bord de la Station spatiale internationale et retrace la première orbite accomplie par Youri Gagarine.
- 2013 : L'épisode 3 1961 : Gagarine, premier homme dans l'espace de la saison 3 de Mystères d'archives.

#### Série
- 2005 : Space Race de Christopher Spencer et Mark Everest avec Vitalie Ursu.
- 2017 : Missions.
- 2019 : For All Mankind, image d'archives.

### Littérature

#### Bande dessinée
- 2012 : Il joue un rôle important dans la série The Manhattan Projects de Jonathan Hickman et Nick Pitarra.

### Musées, lieux de mémoires, et monuments
- Maison natale-musée de Youri Gagarine de Klouchino
- Cité des étoiles et Centre d'entraînement des cosmonautes Youri-Gagarine

### Philatélie et numismatique

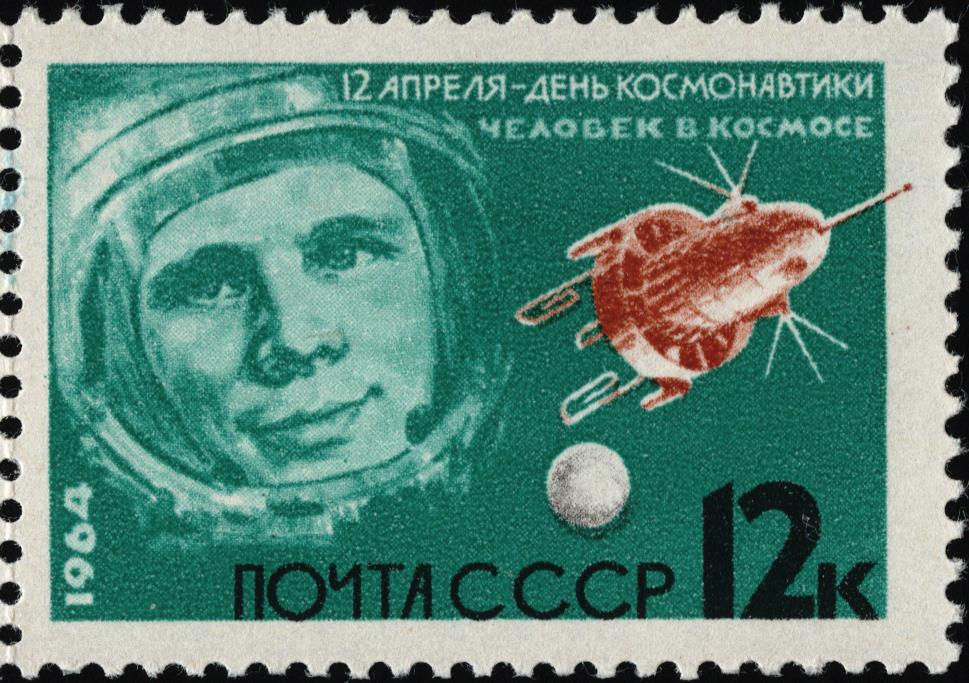
Timbre-poste soviétique de 1964 en l'honneur du voyage de Gagarine
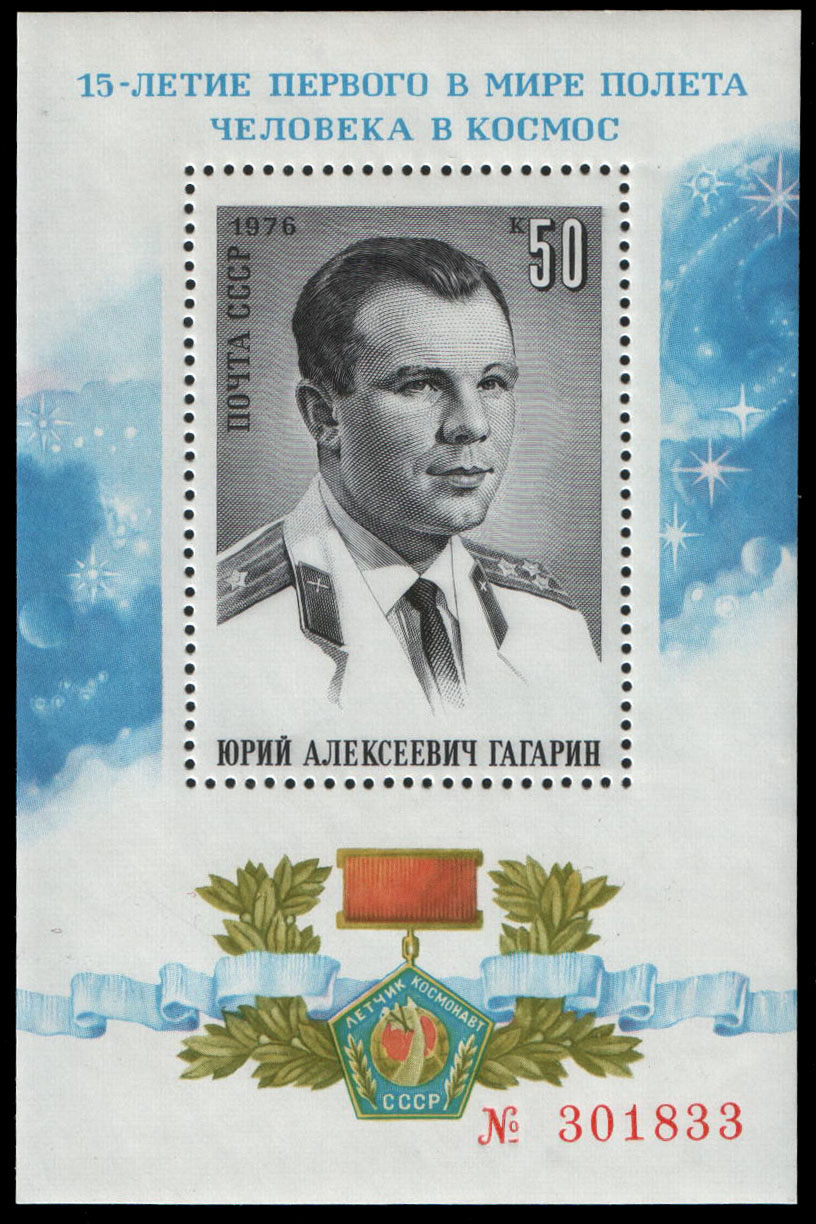
Bloc postal de l'URSS, 1976
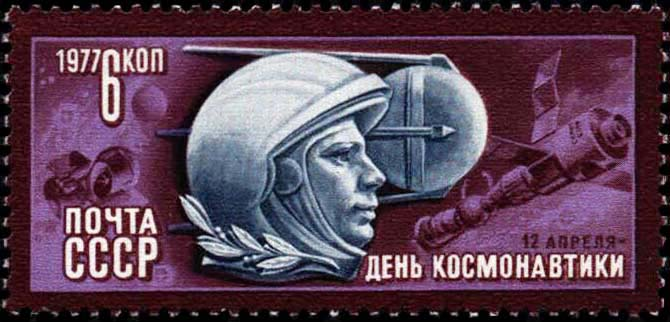
Timbre-poste de l'URSS, 1977
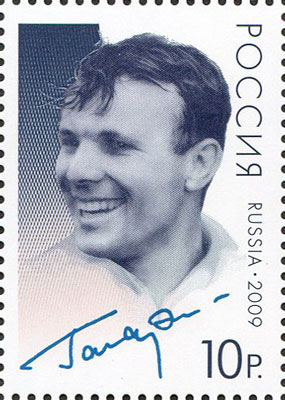
Timbre-poste pour le 75e anniversaire de la naissance de Yu.a. Gagarine avec une photo inédite.
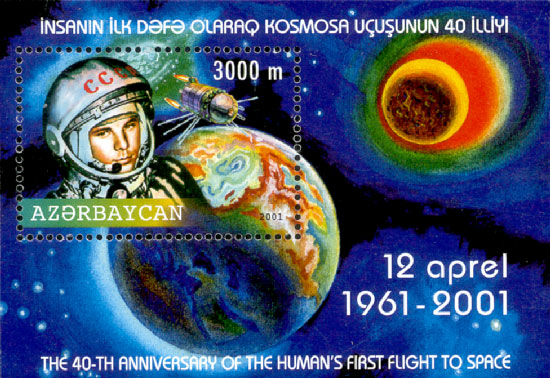
Timbre-poste, Azerbaïdjan, 2001
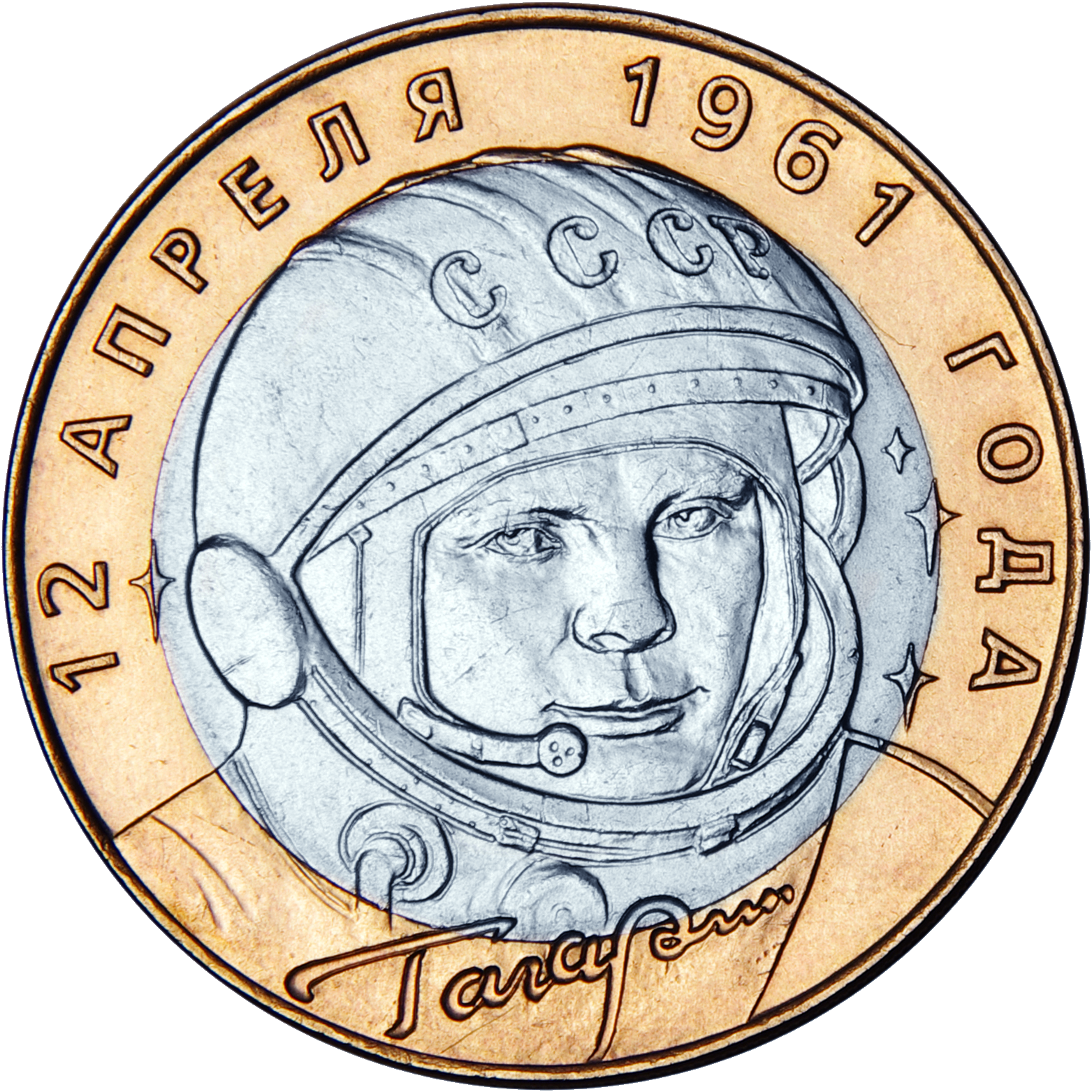
Pièce de dix roubles russes de 2001 avec le visage de Gagarine.
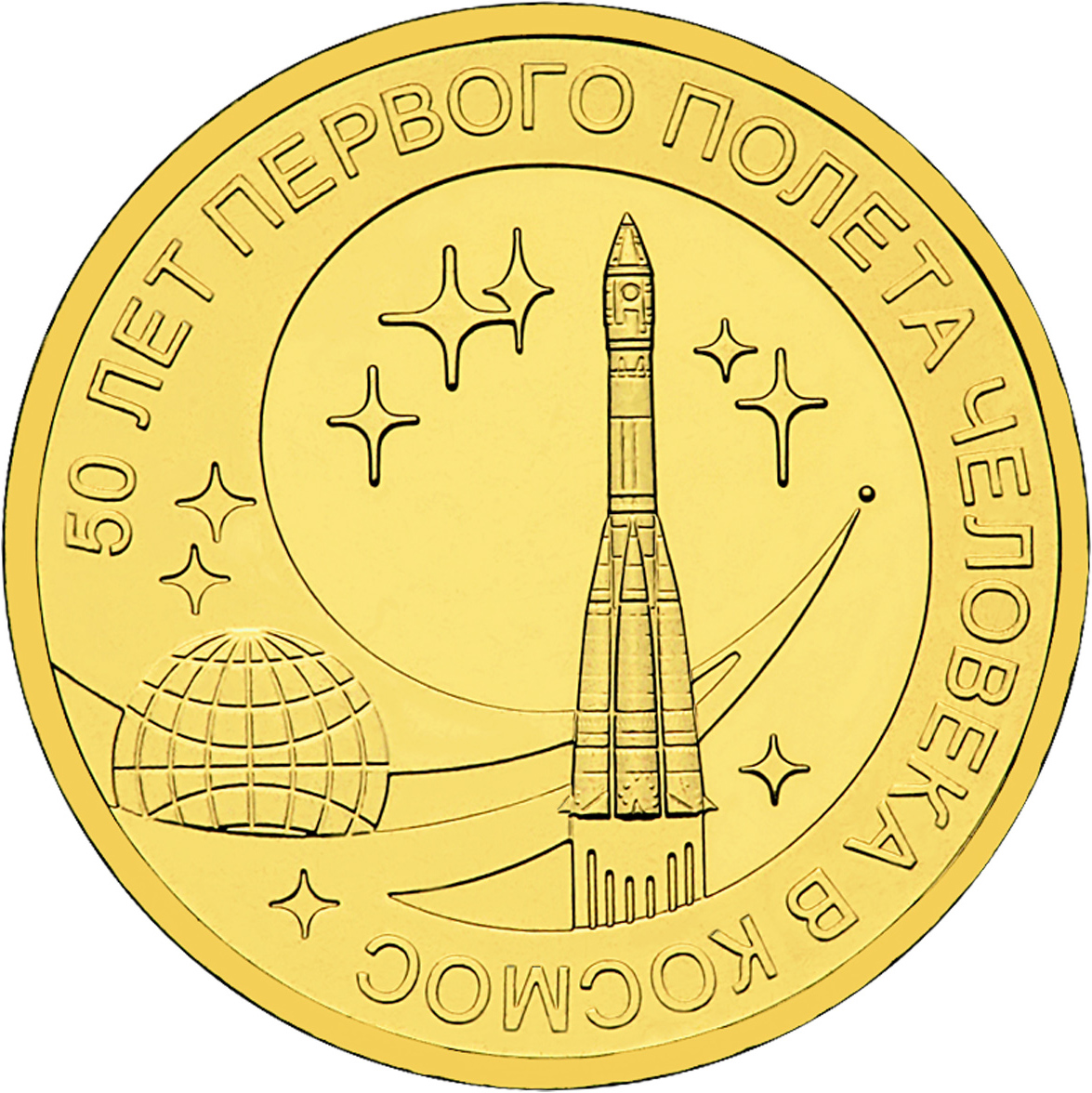
"50 ans du premier vol spatial habité", Russie, 2011
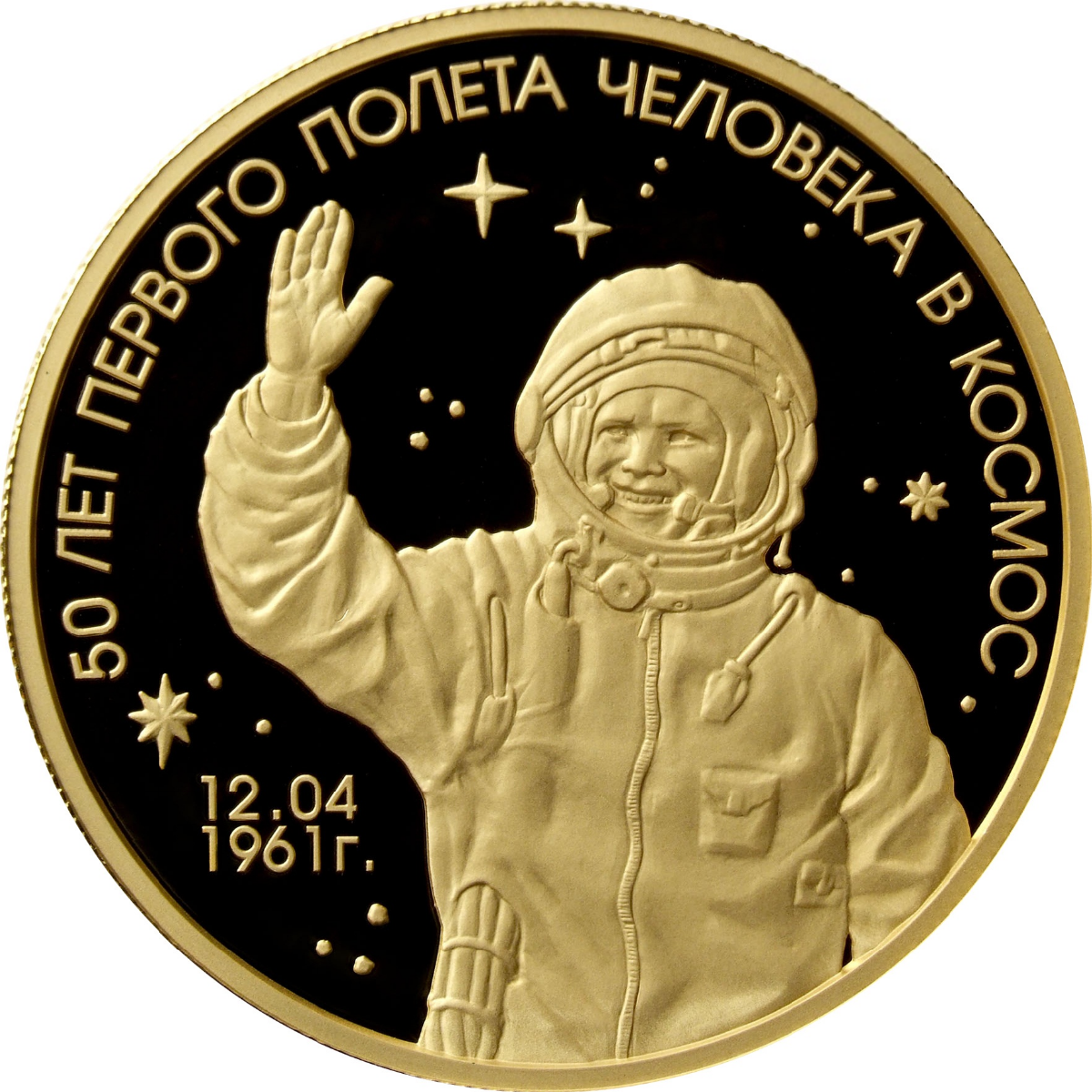
Pièce commémorative en or d'une valeur nominale de 1000 roubles, frappée pour le 50e anniversaire du premier vol spatial habité.
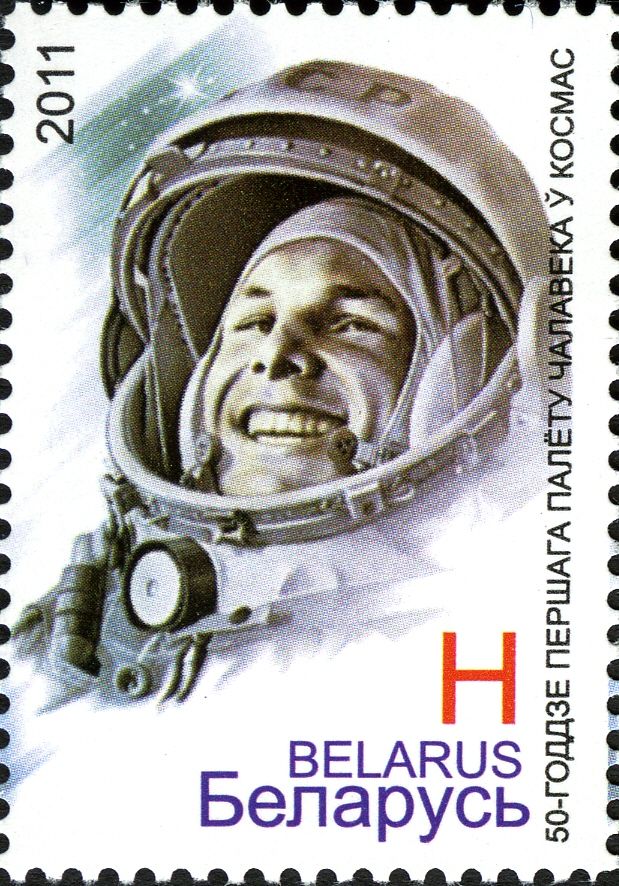
Timbre-poste, Biélorussie, 2011
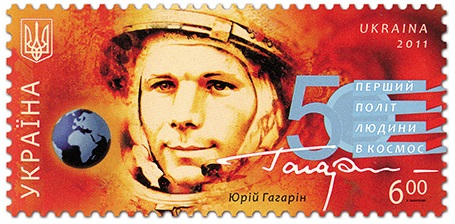
Timbre-poste, Ukraine, 2011